# Metaloid
Metaloid je hemijski element koji ima prevagu svojstva između, ili koja su mešavina, svojstva metala i nemetala. Reč metaloid potiče od latinskog metallum („metal“) i grčkog oeides („sličan po obliku ili izgledu“). Ne postoji standardna definicija metaloida i ne postoji potpuna saglasnost o tome koji su elementi metaloidi. Uprkos nedostatku specifičnosti, termin ostaje u upotrebi u literaturi.
Šest uobičajeno priznatih metaloida su bor, silicijum, germanijum, arsen, antimon i telur. Pet elemenata se ređe tako klasifikuju: ugljenik, aluminijum, selen, polonijum i astat. Na standardnom periodičnom sistemu, svih jedanaest elemenata nalazi se u dijagonalnom regionu p-bloka koji se proteže od bora u gornjem levom uglu do astata u donjem desnom uglu. Neki periodični sistemi uključuju liniju razdvajanja između metala i nemetala, a metaloidi se mogu naći blizu ove linije.
Tipični metaloidi imaju metalni izgled, mogu biti krti i samo su umereni provodnici električne energije. Oni mogu da formiraju legure sa metalima, a mnoga njihova druga fizička i hemijska svojstva su srednja između onih metalnih i nemetalnih elemenata. Oni i njihova jedinjenja se koriste u legurama, biološkim agensima, katalizatorima, usporivačima plamena, staklu, optičkim skladištima i optoelektronici, pirotehnici, poluprovodnicima i elektronici.
Termin metaloid se prvobitno odnosio na nemetale. Njegovo novije značenje, kao kategorije elemenata sa srednjim ili hibridnim svojstvima, postalo je široko rasprostranjeno tokom 1940–1960. Metaloidi se ponekad nazivaju polumetalima, što je praksa koja je obeshrabrena, pošto se termin polumetal češće koristi kao specifična vrsta elektronske trakaste strukture supstance. U ovom kontekstu, samo arsen i antimon su polumetali i obično se prepoznaju kao metaloidi.

## Definicije

### Na bazi rasuđivanja
Metaloid je element čija su preovlađujuća svojstva negde između, ili koja su mešavina svojstava metala i nemetala, i koji je stoga teško klasifikovati kao metal ili nemetal. Ovo je generička definicija koja se oslanja na metaloidne atribute koji se dosledno citiraju u literaturi. Teškoća kategorizacije je ključni atribut. Većina elemenata ima mešavinu metalnih i nemetalnih svojstava, i mogu se klasifikovati prema tome koji skup svojstava je izraženiji. Samo elementi na ili blizu margina, kojima nedostaje dovoljno jasna prevlast bilo metalnih ili nemetalnih svojstva, klasifikuju se kao metaloidi.
Bor, silicijum, germanijum, arsen, antimon i telur se obično prepoznaju kao metaloidi. U zavisnosti od autora, jedan ili više elemenata od selena, polonijuma ili astata se ponekad dodaju na listu. Bor je ponekad isključen, sam po sebi, ili sa silicijumom. Ponekad se telur ne smatra metaloidom. Dovedeno je u pitanje i uključivanje antimona, polonijuma i astata kao metaloida.
Ostali elementi se povremeno klasifikuju kao metaloidi. Ovi elementi uključuju vodonik, berilijum, azot, fosfor, sumpor, cink, galijum, kalaj, jod, olovo, bizmut, i radon. Termin metaloid se takođe koristi za elemente koji pokazuju metalni sjaj i električnu provodljivost, i koji su amfoterni, kao što su arsen, antimon, vanadijum, hrom, molibden, volfram, kalaj, olovo i aluminijum. Metali p-bloka, i nemetali (kao što su ugljenik ili azot) koji mogu da formiraju legure sa metalima ili modifikuju njihova svojstva takođe se povremeno smatraju metaloidima.

### Na osnovu kriterijuma
| Element | IE (kcal/mol) | IE (kJ/mol) | EN   | Napomena      |
| --- | ------------- | ----------- | ---- | ------------- |
| Bor | 191           | 801         | 2,04 | poluprovodnik |
| Silicijum | 188           | 787         | 1,90 | poluprovodnik |
| Germanijum | 182           | 762         | 2,01 | poluprovodnik |
| Arsen | 226           | 944         | 2,18 | polumetal     |
| Antimon | 199           | 831         | 2,05 | polumetal     |
| Telur | 208           | 869         | 2,10 | poluprovodnik |
| prosek | 199           | 832         | 2,05 |               |
| Elementi koji se obično prepoznaju kao metaloidi, i njihove energije jonizacije (IE); elektronegativnosti (EN, revidirana Paulingova skala); i elektronske trakaste strukture (termodinamički najstabilniji oblici u uslovima ambijenta). |               |             |      |               |

Ne postoji široko prihvaćena definicija metaloida, niti bilo kakva podela periodnog sistema na metale, metaloide i nemetale; Hoks je doveo u pitanje izvodljivost uspostavljanja specifične definicije, napominjući da se anomalije mogu naći u nekoliko pokušaja definisanja. Šarp je klasifikaciju elementa kao metaloida opisao kao „proizvoljnu”.
Broj i identitet metaloida zavisi od toga koji se kriterijumi klasifikacije koriste. Emsli je prepoznao četiri metaloida (germanijum, arsen, antimon i telur); Džejms et al. navode dvanaest (Emslijevi plus bor, ugljenik, silicijum, selen, bizmut, polonijum, moskovijum i livermorijum). U proseku, sedam elemenata je uključeno u takve spiskove; pojedinačni aranžmani klasifikacije imaju tendenciju da dele zajedničke osnove i variraju u loše definisanim marginama.
Obično se koristi samo jedan kvantitativni kriterijum kao što je elektronegativnost. Metaloidi imaju vrednosti elektronegativnosti od 1,8 ili 1,9 do 2,2. Dalji primeri uključuju efikasnost pakovanja (deo zapremine u kristalnoj strukturi koji zauzimaju atomi) i odnos kriterijuma Goldhamer–Hercfelda. Uobičajeno priznati metaloidi imaju efikasnost pakovanja između 34% i 41%. Goldhamer–Hercfeldov odnos, otprilike jednak kocki atomskog radijusa podeljenom sa molarnom zapreminom, je jednostavna mera koliko je element metalan. Prepoznati metaloidi imaju odnos od oko 0,85 do 1,1 i u proseku 1,0. Drugi autori su se oslanjali na, na primer, atomsku provodljivost ili zapreminski koordinacioni broj.
Džouns, pišući o ulozi klasifikacije u nauci, primetio je da se „[klase] obično definišu sa više od dva atributa“. Masterton i Slovinski su koristili tri kriterijuma da opišu šest elemenata koji se obično prepoznaju kao metaloidi: metaloidi imaju energiju jonizacije oko 200 kcal/mol (837 kJ/mol) i vrednosti elektronegativnosti blizu 2,0. Takođe su rekli da su metaloidi tipično poluprovodnici, iako antimon i arsen (polumetali iz perspektive fizike) imaju električnu provodljivost približnu provodljivosti metala. Sumnja se da selen i polonijum nisu u ovoj šemi, dok je status astata neizvesna.
U tom kontekstu, Vernon je predložio da je metaloid hemijski element koji, u svom standardnom stanju, ima (a) elektronsku trakastu strukturu poluprovodnika ili polumetala; i (b) srednji prvi jonizacioni potencijal "(recimo 750-1.000 kJ/mol)"; i (c) srednju elektronegativnost (1,9–2,2).

## Teritorija periodnog sistema
| Status distribucije i priznavanja elemenata klasifikovanih kao metaloidi | Status distribucije i priznavanja elemenata klasifikovanih kao metaloidi | Status distribucije i priznavanja elemenata klasifikovanih kao metaloidi | Status distribucije i priznavanja elemenata klasifikovanih kao metaloidi | Status distribucije i priznavanja elemenata klasifikovanih kao metaloidi | Status distribucije i priznavanja elemenata klasifikovanih kao metaloidi | Status distribucije i priznavanja elemenata klasifikovanih kao metaloidi | Status distribucije i priznavanja elemenata klasifikovanih kao metaloidi | Status distribucije i priznavanja elemenata klasifikovanih kao metaloidi | Status distribucije i priznavanja elemenata klasifikovanih kao metaloidi | Status distribucije i priznavanja elemenata klasifikovanih kao metaloidi | Status distribucije i priznavanja elemenata klasifikovanih kao metaloidi |
| --- | --- | ------------------------------------------------------------------------ | ------------------------------------------------------------------------ | ------------------------------------------------------------------------ | ------------------------------------------------------------------------ | ------------------------------------------------------------------------ | ------------------------------------------------------------------------ | ------------------------------------------------------------------------ | ------------------------------------------------------------------------ | ------------------------------------------------------------------------ | ------------------------------------------------------------------------ |
| | 1 | 2                                                                        |                                                                          | 12                                                                       | 13                                                                       | 14                                                                       | 15                                                                       | 16                                                                       | 17                                                                       | 18                                                                       |                                                                          |
| | |                                                                          |                                                                          |                                                                          |                                                                          |                                                                          |                                                                          |                                                                          |                                                                          |                                                                          |                                                                          |
| | H |                                                                          |                                                                          |                                                                          |                                                                          |                                                                          |                                                                          |                                                                          |                                                                          | He                                                                       |                                                                          |
| | Li | Be                                                                       |                                                                          |                                                                          | B                                                                        | C                                                                        | N                                                                        | O                                                                        | F                                                                        | Ne                                                                       |                                                                          |
| | Na | Mg                                                                       |                                                                          |                                                                          | Al                                                                       | Si                                                                       | P                                                                        | S                                                                        | Cl                                                                       | Ar                                                                       |                                                                          |
| | K | Ca                                                                       |                                                                          | Zn                                                                       | Ga                                                                       | Ge                                                                       | As                                                                       | Se                                                                       | Br                                                                       | Kr                                                                       |                                                                          |
| | Rb | Sr                                                                       |                                                                          | Cd                                                                       | In                                                                       | Sn                                                                       | Sb                                                                       | Te                                                                       | I                                                                        | Xe                                                                       |                                                                          |
| | Cs | Ba                                                                       |                                                                          | Hg                                                                       | Tl                                                                       | Pb                                                                       | Bi                                                                       | Po                                                                       | At                                                                       | Rn                                                                       |                                                                          |
| | Fr | Ra                                                                       |                                                                          | Cn                                                                       | Nh                                                                       | Fl                                                                       | Mc                                                                       | Lv                                                                       | Ts                                                                       | Og                                                                       |                                                                          |
| | |                                                                          |                                                                          |                                                                          |                                                                          |                                                                          |                                                                          |                                                                          |                                                                          |                                                                          |                                                                          |
| | style="padding-left:0.5em; background:#f8f8f8;" \| Uobičajeno (93%) do retko (9%) prepoznati kao metaloid: B, C, Al, Si, Ge, As, Se, Sb, Te, Po, At Veoma retko (1–5%): H, Be, P, S, Ga, Sn, I, Pb, Bi, Fl, Mc, Lv, Ts Sporadično: N, Zn, Rn Linija razdvajanja metal-nemetal: između H i Li, Be i B, Al i Si, Ge i As, Sb i Te, Po i At, i Ts i Og |                                                                          |                                                                          |                                                                          |                                                                          |                                                                          |                                                                          |                                                                          |                                                                          |                                                                          |                                                                          |
| Ekstrakt periodnog sistema koji prikazuje grupe 1–2 i 12–18, i liniju razdvajanja između metala i nemetala. Procenti su srednje učestalosti pojavljivanja na listi metaloida. Sporadično prepoznati elementi pokazuju da je metaloidna mreža ponekad bačena veoma široko; iako se ne pojavljuju na listi metaloida, u literaturi se mogu naći izolovane reference na njihovu oznaku kao metaloida (kao što je citirano u ovom članku). | |                                                                          |                                                                          |                                                                          |                                                                          |                                                                          |                                                                          |                                                                          |                                                                          |                                                                          |                                                                          |

### Lokacija
Metaloidi leže sa obe strane linije podele između metala i nemetala. Ovo se može naći, u različitim konfiguracijama, na nekim periodnim tabelama. Elementi dole levo od linije generalno pokazuju sve veće metalno ponašanje; elementi u gornjem desnom uglu prikazuju povećanje nemetalnog ponašanja. Kada se predstave kao obične stepenice, elementi sa najvišom kritičnom temperaturom za svoje grupe (Li, Be, Al, Ge, Sb, Po) leže odmah ispod linije.
Dijagonalno pozicioniranje metaloida predstavlja izuzetak od zapažanja da elementi sa sličnim svojstvima imaju tendenciju da se javljaju u vertikalnim grupama.Srodni efekat se može videti u drugim dijagonalnim sličnostima između nekih elemenata i njihovih donjih desnih suseda, posebno litijum-magnezijum, berilijum-aluminijum i bor-silicijum. Rejner-Kanam su tvrdili da se ove sličnosti protežu na ugljenik-fosfor, azot-sumpor i na tri serije d-blokova.
Ovaj izuzetak nastaje zbog suprotstavljenih horizontalnih i vertikalnih trendova u nuklearnom naboju. Idući duž periodu, nuklearni naboj raste sa atomskim brojem, kao i broj elektrona. Dodatno povlačenje spoljašnjih elektrona kako se nuklearno naelektrisanje povećava generalno nadmašuje efekat skrininga posedovanja više elektrona. Uz neke nepravilnosti, atomi stoga postaju manji, energija jonizacije se povećava i dolazi do postepene promene karaktera, tokom perioda, od jako metalnih, do slabo metalnih, do slabo nemetalnih, do jako nemetalnih elemenata. Spuštajući se niz glavnu grupu, efekat povećanja nuklearnog naboja je generalno nadjačan efektom dodatnih elektrona koji su dalje od jezgra. Atomi generalno postaju veći, energija jonizacije opada, a metalni karakter se povećava. Neto efekat je da se lokacija prelazne zone metal–nemetal pomera udesno pri spuštanju niz grupu, a analogne dijagonalne sličnosti se vide na drugim mestima u periodičnoj tabeli, kao što je navedeno.

### Alternativni tretmani
Elementi koji se graniče sa linijom razdvajanja metal-nemetal nisu uvek klasifikovani kao metaloidi, uz napomenu da binarna klasifikacija može olakšati uspostavljanje pravila za određivanje tipova veze između metala i nemetala. U takvim slučajevima, dotični autori se fokusiraju na jedan ili više atributa od interesa kako bi doneli svoje odluke o klasifikaciji, umesto da budu zabrinuti zbog marginalne prirode dotičnih elemenata. Njihova razmatranja mogu ili ne moraju biti eksplicitna i ponekad mogu izgledati proizvoljno. Metaloidi se mogu grupisati sa metalima; ili smatrati nemetalima; ili tretirati kao potkategorija nemetala. Drugi autori su predložili da se neki elementi klasifikuju kao metaloidi „naglašava da se svojstva menjaju postepeno, a ne naglo kako se krećemo preko ili niz periodni sistem“. Neki periodični sistemi razlikuju elemente koji su metaloidi i ne pokazuju formalnu liniju razdvajanja između metala i nemetala. Umesto toga, metaloidi su prikazani kao dijagonalni pojas  ili difuzni region. Ključno razmatranje je da se objasni kontekst za taksonomiju koja se koristi.

## Svojstva
Metaloidi obično izgledaju kao metali, ali se uglavnom ponašaju kao nemetali. Fizički, to su sjajne, lomljive čvrste materije sa srednjom do relativno dobreelektrične provodljivosti i elektronskom trakastom strukturom polumetala ili poluprovodnika. Hemijski se uglavnom ponašaju kao (slabi) nemetali, imaju srednju energiju jonizacije i vrednosti elektronegativnosti, i amfoterne ili slabo kisele okside. Većina njihovih drugih fizičkih i hemijskih svojstava su srednji po prirodi.

### Poređenje sa metalima i nemetalima
Karakteristične osobine metala, metaloida i nemetala su sumirane u tabeli. Fizička svojstva su navedena po redosledu lakšeg određivanja; hemijska svojstva idu od opštih do specifičnih, a zatim do opisnih.
| Fizička svojstva           | Metali                                                                        | Metaloidi | Nemetali                                                    |
| -------------------------- | ----------------------------------------------------------------------------- | --- | ----------------------------------------------------------- |
| Forma                      | čvrsti; nekoliko tečnosti na ili blizu sobne temperature (Ga, Hg, Rb, Cs, Fr) | čvrsti | većina gasovita                                             |
| Izgled                     | sjajan (barem kada su sveže polomljeni)                                       | sjajan | nekoliko bezbojnih; drugi u boji, ili metalno sivi do crnih |
| Plastičnost                | tipično elastični, duktilni, savitljivi                                       | često krti | često krti                                                  |
| Električna provodljivost   | dobra do visoke                                                               | srednja do dobre                                                                                                 | loša do dobre                                               |
| Trakasta struktura         | metalična (Bi = polumetalična)                                                | poluprovodnici su ili, ako nisu (As, Sb = polumetalni), postoje u poluprovodničkim oblicima                      | poluprovodnici ili izolatori                                |
| Hemijska svojstva          | Metali                                                                        | Metaloidi | Nemetali                                                    |
| Opšte hemijsko ponašanje   | metalični                                                                     | nemetalični | nemetalični                                                 |
| Energija jonizacije        | relativno niska                                                               | srednje energije jonizacije, obično padaju između metala i nemetala                                              | relativno visoka                                            |
| Elektronegativnost         | obično niska                                                                  | ima vrednosti elektronegativnosti blizu 2 ((revidirana Paulingova skala) ili u opsegu od 1,9–2,2 (Alenova skala) | visoka                                                      |
| Kada se pomeša sa metalima | daje legure                                                                   | može da formira legure                                                                                           | jonska ili intersticijska jedinjenja se formiraju           |
| Oksidi                     | niži oksidi bazni; viši oksidi sve kiseliji                                   | amfoterni ili slabo kiseli                                                                                       | kiseli                                                      |

Gornja tabela odražava hibridnu prirodu metaloida. Svojstva oblika, izgleda, i ponašanja kada se pomešaju sa metalima više liče na metale. Elastičnost i opšte hemijsko ponašanje više liče na nemetale. Električna provodljivost, struktura pojasa, energija jonizacije, elektronegativnost i oksidi su srednji između njih.

## Uobičajene aplikacije
Fokus ovog odeljka je na priznatim metaloidima. Elementi koji se ređe prepoznaju kao metaloidi se obično klasifikuju kao metali ili nemetali; neki od njih su ovde uključeni u komparativne svrhe.
Metaloidi su previše krti da bi imali bilo kakvu strukturnu upotrebu u svom čistom obliku. Oni i njihova jedinjenja se koriste u legurama, biološkim agensima (toksikološkim, nutritivnim i medicinskim), katalizatorima, usporivačima plamena, staklima (oksidnim i metalnim), optičkim medijima i optoelektronici, pirotehnici, poluprovodnicima i elektronici.

### Legure
Pišući rano u istoriji intermetalnih jedinjenja, britanski metalurg Sesil Deš je primetio da su „izvesni nemetalni elementi sposobni da formiraju jedinjenja izrazito metalnog karaktera sa metalima, i ovi elementi stoga mogu ući u sastav legura“. On je posebno povezao silicijum, arsen i telur sa elementima koji formiraju legure. Filips i Vilijams su sugerisali da su jedinjenja silicijuma, germanijuma, arsena i antimona sa B metalima „verovatno najbolje klasifikovana kao legure“.
Među lakšim metaloidima, legure sa prelaznim metalima su dobro zastupljene. Bor može da formira intermetalna jedinjenja i legure sa takvim metalima sastava MnB, ako je n > 2. Ferobor (15% bora) se koristi za uvođenje bora u čelik; legure nikl-bor su sastojci legura za zavarivanje i kompozicija za očvršćavanje kućišta za mašinsku industriju. Legure silicijuma sa gvožđem i aluminijumom se široko koriste u industriji čelika i automobilskoj industriji. Germanijum formira mnoge legure, što je najvažnije sa metalima za kovani novac.
Teži metaloidi nastavljaju trend. Arsen može da formira legure sa metalima, uključujući platinu i bakar; takođe se dodaje bakru i njegovim legurama radi poboljšanja otpornosti na koroziju i smatra se da daje iste podobnosti kada se doda magnezijumu. Antimon je dobro poznat kao formirač legura, uključujući metale za kovanice. Njegove legure uključuju tvrdi kositar (legura kalaja sa do 20% antimona) i printerski metal (legura olova sa do 25% antimona). Telur se lako legira sa gvožđem, kao ferotelur (50–58% telura), i sa bakrom, u obliku bakarnog telura (40–50% telura). Ferotelur se koristi kao stabilizator ugljenika u livenju čelika. Od nemetalnih elemenata koji se ređe prepoznaju kao metaloidi, selen – u obliku feroselena (50–58% selena) – koristi se za poboljšanje obradivosti nerđajućih čelika.

### Biološki agensi
Svih šest elemenata koji se obično prepoznaju kao metaloidi imaju toksična, dijetalna ili lekovita svojstva. Posebno su toksična jedinjenja arsena i antimona; bor, silicijum i verovatno arsen su esencijalni elementi u tragovima. Bor, silicijum, arsen i antimon imaju medicinsku primenu, a smatra se da germanijum i telur imaju potencijal.
Bor se koristi u insekticidima i herbicidima. To je suštinski element u tragovima. Kao borna kiselina, ima antiseptička, antifungalna i antivirusna svojstva.
Silicijum je prisutan u silatranu, visoko toksičnom rodenticidu. Dugotrajno udisanje silicijumske prašine izaziva silikozu, smrtonosnu bolest pluća. Silicijum je esencijalni element u tragovima. Silikonski gel se može primeniti na teško opečenim pacijentima da bi se smanjili ožiljci.
Soli germanijuma su potencijalno štetne za ljude i životinje ako se konzumiraju duže vreme. Postoji interesovanje za farmakološka dejstva germanijumskih jedinjenja, ali još uvek nema licenciranih lekova.
Arsen je ozloglašeno otrovan i takođe može biti esencijalni element u ultra tragovima. Tokom Prvog svetskog rata, obe strane su koristile „sredstva za kijanje i povraćanje na bazi arsena...da bi naterali neprijateljske vojnike da skinu gas maske pre nego što su ispalili na njih iperit ili fozgen u drugoj salvi.“ Korišćen je kao farmaceutski agens još od antike, uključujući i za lečenje sifilisa pre razvoja antibiotika. Arsen je takođe komponenta melarsoprola, medicinskog leka koji se koristi u lečenju afričke tripanosomijaze kod ljudi ili bolesti spavanja. Godine 2003, arsenik trioksid (pod trgovačkim imenom trisenoks) ponovo je uveden za lečenje akutne promijelocitne leukemije, karcinoma krvi i koštane srži. Arsen u vodi za piće, koji izaziva rak pluća i mokraćne bešike, povezan je sa smanjenjem stope smrtnosti od raka dojke.
Metalni antimon je relativno netoksičan, ali većina jedinjenja antimona je otrovna. Dva jedinjenja antimona, natrijum stiboglukonat i stibofen, koriste se kao antiparazitski lekovi.
Elementarni telur se ne smatra posebno toksičnim; dva grama natrijum telurata, ako se unesu u telo, mogu biti smrtonosna. Ljudi koji su izloženi malim količinama telura u vazduhu odišu neprijatnim i postojanim zadahom nalik belom luku. Telur dioksid je korišćen za lečenje seboroičnog dermatitisa; druga jedinjenja telura su korišćena kao antimikrobna sredstva pre razvoja antibiotika. U budućnosti, takva jedinjenja će možda morati da budu zamena za antibiotike koji su postali neefikasni zbog otpornosti bakterija.
Od elemenata koji se ređe prepoznaju kao metaloidi, berilijum i olovo su poznati po svojoj toksičnosti; olovni arsenat se u velikoj meri koristio kao insekticid. Sumpor je jedan od najstarijih fungicida i pesticida. Fosfor, sumpor, cink, selen i jod su esencijalni hranljivi sastojci, a aluminijum, kalaj i olovo mogu biti. Sumpor, galijum, selen, jod i bizmut imaju medicinske primene. Sumpor je sastavni deo sulfonamidnih lekova, koji se još uvek široko koriste za stanja kao što su akne i infekcije urinarnog trakta. Galijum nitrat se koristi za lečenje neželjenih efekata raka; galijum citrat, radiofarmaceutski lek, olakšava snimanje upaljenih delova tela. Selen sulfid se koristi u medicinskim šamponima i za lečenje kožnih infekcija kao što je tinea versicolor. Jod se koristi kao dezinfekciono sredstvo u različitim oblicima. Bizmut je sastojak nekih antibakterijskih sredstava.

### Katalizatori
Bor trifluorid i trihlorid se koriste kao homogeni katalizatori u organskoj sintezi i elektronici; tribromid se koristi u proizvodnji diborana. Netoksični ligandi bora mogu zameniti toksične fosforne ligande u nekim katalizatorima prelaznih metala. Silicijum sumporna kiselina (SiO2OSO3H) se koristi u organskim reakcijama. Germanijum dioksid se ponekad koristi kao katalizator u proizvodnji PET plastike za kontejnere; jeftinija jedinjenja antimona, kao što su trioksid ili triacetat, češće se koriste u istu svrhu uprkos zabrinutosti oko kontaminacije hrane i pića antimonom. Arsen trioksid se koristio u proizvodnji prirodnog gasa, da bi se podstaklo uklanjanje ugljen-dioksida, kao i selenska kiselina i telurna kiselina. Selen deluje kao katalizator u nekim mikroorganizmima. Telur, njegov dioksid i njegov tetrahlorid su jaki katalizatori za vazdušnu oksidaciju ugljenika iznad 500 °C. Grafitni oksid se može koristiti kao katalizator u sintezi imina i njihovih derivata. Aktivni ugalj i glinica su korišćeni kao katalizatori za uklanjanje sumpornih zagađivača iz prirodnog gasa. Aluminijum dopiran titanijumom je predložen kao zamena za katalizatore plemenitih metala koji se koriste u proizvodnji industrijskih hemikalija.

### Usporivači plamena
Jedinjenja bora, silicijuma, arsena i antimona su korišćena kao usporivači plamena. Bor, u obliku boraksa, se koristi kao tekstilni usporivač plamena najmanje od 18. veka. Jedinjenja silicijuma, kao što su silikoni, silani, silseskioksan, silicijum dioksid i silikati, od kojih su neki razvijeni kao alternative za toksičnije halogenizovane proizvode, mogu značajno poboljšati otpornost na plamen plastičnih materijala. Jedinjenja arsena kao što su natrijum arsenit ili natrijum arsenat su efikasni usporivači plamena za drvo, ali se ređe koriste zbog svoje toksičnosti. Antimon trioksid je usporivač plamena. Aluminijum hidroksid se koristi kao sredstvo za usporenje plamena od drvenih vlakana, gume, plastike i tekstila od 1890-ih. Osim aluminijum hidroksida, upotreba usporivača gorenja na bazi fosfora – u obliku, na primer, organofosfata – sada prevazilazi upotrebu bilo koje druge glavne vrste usporivača plamena. Oni koriste bor, antimon ili halogenovana ugljovodonična jedinjenja.

### Formiranje stakla
ili germanijum dioksid za povećanu osetljivost|alt=Gomila bledo žutih poluprovidnih tankih pramenova, sa jarkim tačkama bele svetlosti na njihovim vrhovima.]]
Oksidi B2O3, SiO2, GeO2, As2O3, i Sb2O3 lako formiraju stakla. TeO2 formira staklo, ali to zahteva „herojsku brzinu gašenja“ ili dodavanje nečistoće; inače nastaje kristalni oblik. Ova jedinjenja se koriste u hemijskom, kućnom i industrijskom staklenom posuđu i optici. Bor trioksid se koristi kao aditiv za staklena vlakna, i takođe je komponenta borosilikatnog stakla, koje se široko koristi za laboratorijsko stakleno posuđe i posuđe za pećnice zbog svog niskog toplotnog širenja. Većina običnog staklenog posuđa se pravi od silicijum dioksida. Germanijum dioksid se koristi kao aditiv za staklena vlakna, kao i u infracrvenim optičkim sistemima. Arsen trioksid se koristi u industriji stakla kao sredstvo za obezbojenje i fino čišćenje (za uklanjanje mehurića), kao i antimon trioksid. Telur dioksid nalazi primenu u laserskoj i nelinearnoj optici.
Amorfna metalna stakla se generalno najlakše pripremaju ako je jedna od komponenti metaloid ili „bliski metaloid“ kao što su bor, ugljenik, silicijum, fosfor ili germanijum. Osim tankih filmova deponovanih na veoma niskim temperaturama, prvo poznato metalno staklo je legura sastava Au75Si25 objavljena 1960. godine. Metalno staklo koje ima snagu i žilavost koja nije ranije viđena, sastava Pd82.5P6Si9.5Ge2, objavljeno je 2011. godine.
Fosfor, selen i olovo, koji se ređe prepoznaju kao metaloidi, takođe se koriste u čašama. Fosfatno staklo ima supstrat od fosfornog pentoksida (P2O5), a ne od silicijum dioksida (SiO2) konvencionalnih silikatnih stakala. Koristi se, na primer, za pravljenje natrijumovih lampi. Jedinjenja selena mogu se koristiti i kao sredstva za obezbojenje i za dodavanje crvene boje staklu. Ukrasno stakleno posuđe od tradicionalnog olovnog stakla sadrži najmanje 30% olovo(II) oksida (PbO); olovno staklo koje se koristi za zaštitu od zračenja može imati do 65% PbO. Naočare na bazi olova su takođe u velikoj meri korišćene u elektronskim komponentama, materijalima za emajliranje, zaptivanje i zastakljivanje i solarnim ćelijama. Oksidna stakla na bazi bizmuta su se pojavila kao manje toksična zamena za olovo u mnogim od ovih primena.

### Optičko skladištenje i optoelektronika
Različiti sastavi GeSbTe („GST legure“) i Ag- i In- dopiranog Sb2Te („AIST legure“), koji su primeri materijala za promenu faze, široko se koriste u optičkim diskovima za ponovno upisivanje i memorijskim uređajima za promenu faze. Primenom toplote mogu se prebacivati između amorfnog (staklastog) i kristalnog stanja. Promena optičkih i električnih svojstava se može koristiti u svrhe skladištenja informacija. Buduće aplikacije za GeSbTe mogu uključivati „ultrabrze displeje potpuno čvrstog stanja sa pikselima nanometarske skale, polutransparentne 'pametne' naočare, 'pametna' kontaktna sočiva i uređaje za veštačku mrežnjaču."

### Pirotehnika
Prepoznati metaloidi imaju bilo pirotehničku primenu ili povezana svojstva. Bor i silicijum se često susreću; oni deluju donekle kao metalna goriva. Bor se koristi u pirotehničkim inicijatorskim kompozicijama (za paljenje drugih teško zapaljivih kompozicija), kao i u kompozicijama za odlaganje koje sagorevaju konstantnom brzinom. Bor karbid je identifikovan kao moguća zamena za toksičnije mešavine barijuma ili heksahloroetana u dimnoj municiji, signalnim raketama i vatrometima. Silicijum je, kao i bor, komponenta inicijatorskih i odlagačkih mešavina. Dopirani germanijum može delovati kao termitno gorivo promenljive brzine. Arsen trisulfid As2S3 je korišćen u starim pomorskim signalnim svetlima; u vatrometu da se prave bele zvezde; u mešavini žute dimne zavese; i u inicijatorskim kompozicijama. Antimon trisulfid Sb2S3 se nalazi u vatrometu bele svetlosti i u mešavinama blica i zvuka. Telurm je korišćen u mešavinama za odlaganje i u kompozicijama inicijatorskih kapa.
Ugljenik, aluminijum, fosfor i selen nastavljaju temu. Ugljenik, u crnom barutu, sastavni je deo raketnog goriva za vatromet, rasprskavajućih punjenja i mešavina efekata, kao i vojnih fitilja i upaljača. Aluminijum je uobičajeni pirotehnički sastojak, i široko se koristi zbog svog kapaciteta da generiše svetlost i toplotu, uključujući mešavine termita. Fosfor se može naći u dimnoj i zapaljivoj municiji, papirnim kapicama koje se koriste u pištoljima za igračke, i poperima za zabavu. Selen je korišćen na isti način kao telur.

### Poluprovodnici i elektronika
Svi elementi koji se obično prepoznaju kao metaloidi (ili njihova jedinjenja) korišćeni su u industriji poluprovodnika ili elektronike u čvrstom stanju.
Neka svojstva bora ograničila su njegovu upotrebu kao poluprovodnika. On ima visoku tačku topljenja, monokristale je relativno teško dobiti, a uvođenje i zadržavanje kontrolisanih nečistoća je teško.
Silicijum je vodeći komercijalni poluprovodnik; on čini osnovu moderne elektronike (uključujući standardne solarne ćelije) i informacionih i komunikacionih tehnologija. Ovo je bilo uprkos tome što je proučavanje poluprovodnika, početkom 20. veka, smatrano „fizikom prljavštine“ i da ne zaslužuje posebnu pažnju.
Germanijum je u velikoj meri zamenjen silicijumom u poluprovodničkim uređajima, jer je jeftiniji, otporniji na višim radnim temperaturama i lakši za rad tokom procesa mikroelektronske proizvodnje. Germanijum je još uvek sastavni deo poluprovodnih silicijum-germanijumskih „legura“ i one su sve više u upotrebi, posebno za bežične komunikacione uređaje; takve legure koriste veću pokretljivost nosača germanijuma. Sinteza gramskih količina poluprovodničkog germanana objavljena je 2013. godine. Sastoji se od slojeva atoma germanijuma sa krajnjim vodonikom debljine jednog atoma, analogno grafanu. On sprovodi elektrone više od deset puta brže od silicijuma i pet puta brže od germanijuma, a smatra se da ima potencijal za optoelektronske i senzorske primene. Razvoj anode na bazi germanijumske žice koja više nego udvostručuje kapacitet litijum-jonskih baterija prijavljen je 2014. godine. Iste godine, Lee et al. izvestio je da se kristali grafena bez defekata koji su dovoljno veliki da bi mogli da se koriste u elektronskom obliku mogu da se uzgajaju na germanijumskom supstratu i uklone sa njega.
Arsen i antimon nisu poluprovodnici u svojim standardnim stanjima. Oba formiraju poluprovodnike tipa III-V (kao što su GaAs, AlSb ili GaInAsSb) u kojima je prosečan broj valentnih elektrona po atomu isti kao kod elemenata Grupe 14, ali imaju direktne praznine. Ova jedinjenja su poželjna za optičke primene. Nanokristali antimona mogu omogućiti da se litijum-jonske baterije zamene snažnijim natrijum-jonskim baterijama.
Telur, koji je poluprovodnik u svom standardnom stanju, koristi se uglavnom kao komponenta u poluprovodničkim halkogenidima tipa II/VI; oni imaju primenu u elektrooptici i elektronici. Kadmijum telurid (CdTe) se koristi u solarnim modulima zbog svoje visoke efikasnosti konverzije, niskih troškova proizvodnje i velikog raspona pojasa od 1,44 eV, što mu omogućava da apsorbuje širok opseg talasnih dužina. Bizmut telurid (Bi2Te3), legiran selenom i antimonom, je komponenta termoelektričnih uređaja koji se koriste za hlađenje ili prenosnu proizvodnju energije.
Pet metaloida – bor, silicijum, germanijum, arsen i antimon – mogu se naći u mobilnim telefonima (zajedno sa najmanje 39 drugih metala i nemetala). Očekuje se da će telur naći takvu upotrebu. Od manje poznatih metaloida, fosfor, galijum (posebno) i selen imaju primenu u poluprovodnicima. Fosfor se koristi u tragovima kao dopant za poluprovodnike n-tipa. U komercijalnoj upotrebi jedinjenja galijuma dominiraju aplikacije poluprovodnika – u integrisanim kolima, mobilnim telefonima, laserskim diodama, diodama koje emituju svetlost, fotodetektorima i solarnim ćelijama. Selen se koristi u proizvodnji solarnih ćelija i u visokoenergetskim osiguračima.
Bor, silicijum, germanijum, antimon i telur, kao i teži metali i metaloidi kao što su Sm, Hg, Tl, Pb, Bi i Se, se mogu naći u topološkim izolatorima. To su legure ili jedinjenja koja su, na ultrahladnim temperaturama ili sobnoj temperaturi (u zavisnosti od svog sastava), metalni provodnici na svojim površinama, ali izolatori kroz unutrašnjost. Kadmijum arsenid Cd3As2, na oko 1 K, je Dirakov polumetal – masovni elektronski analog grafena – u kome elektroni putuju efikasno kao čestice bez mase. Smatra se da ove dve klase materijala imaju potencijalne primene u kvantnom računarstvu.

## Nomenklatura i istorija

### Izvođenje i drugi nazivi
Nekoliko naziva se ponekad koristi kao sinonim, iako neki od njih imaju druga značenja koja nisu nužno zamenljiva: amfoterni element, granični element, element na pola puta,'' blizu metala, meta-metal, poluprovodnik, polumetal i podmetal. „Amfoterni element“ se ponekad šire koristi i uključuje prelazne metale koji mogu da formiraju oksianjone, kao što su hrom i mangan. „Meta-metal“ se ponekad koristi za označavanje izvesnih metala (Be, Zn, Cd, Hg, In, Tl, β-Sn, Pb) koji se nalaze levo od metaloida na standardnim periodnim sistemima. Ovi metali imaju tendenciju da imaju iskrivljenu kristalnu strukturu, vrednosti električne provodljivosti na donjem kraju vrednosti metala i amfoterne (slabo bazične) okside. Nazivi amfoterni element i poluprovodnik su problematični, jer neki elementi koji se nazivaju metaloidi ne pokazuju izraženo amfoterno ponašanje (na primer bizmut) ili poluprovodljivost (polonijum) u svojim najstabilnijim oblicima.

### Poreklo i upotreba
Poreklo i upotreba termina metaloid je zamršena. „Priručnik o metaloidima“ objavljen 1864. podelio je sve elemente bilo na metale ili na metaloide.‍:31 Ranija upotreba u mineralogiji, da bi se opisao mineral metalnog izgleda, može se naći već od 1800. godine. Od sredine 20. veka koristi se za označavanje srednjih ili graničnih hemijskih elemenata. Međunarodna unija za čistu i primenjenu hemiju (IUPAC) je ranije preporučila da se napusti termin metaloid, i predložila da se umesto toga koristi termin polumetal. Upotreba ovog potonjeg termina je nedavno bila obeshrabrena od strane Atkinsa et al. jer ima uobičajenije značenje koje se odnosi na elektronsku trakastu strukturu supstance, a ne na opštu klasifikaciju elementa. Najnovije IUPAC publikacije o nomenklaturi i terminologiji ne sadrže nikakve preporuke o upotrebi termina metaloid ili polumetal.

## Elementi koji se obično prepoznaju kao metaloidi
Svojstva navedena u ovom odeljku odnose se na elemente u njihovim termodinamički najstabilnijim oblicima u uslovima okoline.

### Bor
Čisti bor je sjajna, srebrno siva kristalna čvrsta supstanca. Manje je gust od aluminijuma (2,34 prema 2,70 g/cm3), tvrd je i krt. Jedva je reaktivan u normalnim uslovima, osim u slučaju napada fluorom, i ima tačku topljenja od 2076 °C (cf. čelik ~1370 °C). Bor je poluprovodnik; njegova električna provodljivost na sobnoj temperaturi je 1,5 × 10−6 S•cm−1 (oko 200 puta manja od one vode iz slavine) i ima pojas od oko 1,56 eV. Mendeljejev je komentarisao da se „bor pojavljuje u slobodnom stanju u nekoliko oblika koji su srednji između metala i nemetala.“
U strukturnoj hemiji bora dominira njegova mala atomska veličina i relativno visoka energija jonizacije. Sa samo tri valentna elektrona po atomu bora, jednostavno kovalentno povezivanje ne može ispuniti pravilo okteta. Metalno vezivanje je uobičajen rezultat među težim kongenorima bora, ali to generalno zahteva niske energije jonizacije. Umesto toga, zbog svoje male veličine i visokih energija jonizacije, osnovna strukturna jedinica bora (i skoro svih njegovih alotropa) je ikosaedarski B12 klaster. Od 36 elektrona povezanih sa 12 atoma bora, 26 se nalazi u 13 delokalizovanih molekularnih orbitala; ostalih 10 elektrona se koristi za formiranje kovalentnih veza sa dva i tri centra između ikosaedara. Isti motiv se može videti, kao i deltaedarske varijante ili fragmenti, kod metalnih borida i hidridnih derivata, kao i kod nekih halogenida.
Vezivanje u boru je opisano kao karakteristično za ponašanje između metala i nemetalnih kovalentnih mreža (kao što je dijamant). Energija potrebna za transformaciju B, C, N, Si i P iz nemetalnih u metalna stanja procenjena je na 30, 100, 240, 33 i 50 kJ/mol, respektivno. Ovo ukazuje na blizinu bora graničnoj liniji metal-nemetal.
Većina hemije bora je nemetalne prirode. Za razliku od svojih težih kongenera, nije poznato da formira jednostavan B3+ ili hidratisani [B(H2O)4]3+ katjon. Mala veličina atoma bora omogućava pripremu mnogih međuprostornih borida tipa legure. Analogije između bora i prelaznih metala primećene su u formiranju kompleksa, i adukata (na primer, BH3 + CO →BH3CO i, slično, Fe(CO)4 + CO →Fe(CO)5), kao i u geometrijskim i elektronskim strukturama vrsta klastera kao što su [B6H6]2− i [Ru6(CO)18]2−. Vodena hemija bora je karakterisana sa mnogo različitih poliboratnih anjona. S obzirom na njegov visok odnos naboja i veličine, bor se kovalentno vezuje u skoro svim svojim jedinjenjima;  izuzeci su boridi jer oni uključuju, u zavisnosti od njihovog sastava, kovalentne, jonske i metalne komponente veze. Jednostavna binarna jedinjenja, kao što je bor trihlorid su Luisove kiseline jer formiranje tri kovalentne veze ostavlja otvor u oktetu koji može popuniti elektronski par doniran Luisovom bazom. Bor ima jak afinitet za kiseonik i prilično ekstenzivnu hemiju borata. Oksid B2O3 je polimerne strukture, slabo kiseo, i stvara staklo. Organometalna jedinjenja bora su poznata od 19. veka (videti organobornu hemiju).

### Silicijum
Silicijum je kristalna čvrsta supstanca sa plavo-sivim metalnim sjajem. Poput bora, manje je gust (2,33 g/cm3) od aluminijuma, tvrd je i krt. To je relativno nereaktivan element. Prema Rokovu, masivni kristalni oblik (naročito ako je čist) je „izuzetno inertan za sve kiseline, uključujući fluorovodoničnu“. Manje čisti silicijum i praškasti oblik su različito podložni napadima jakim ili zagrejanim kiselinama, kao i parom i fluorom. Silicijum se rastvara u vrelim vodenim alkalijama sa evolucijom vodonika, kao i metali kao što su berilijum, aluminijum, cink, galijum ili indijum. Topi se na 1414 °C. Silicijum je poluprovodnik sa električnom provodljivošću od 10−4 S•cm−1 i širinom pojasa od oko 1,11 eV. Kada se topi, silicijum postaje umereno metalan sa električnom provodljivošću od 1,0–1,3 × 104 S•cm−1, slično onoj tečne žive.
Hemija silicijuma je generalno nemetalna (kovalentna) po prirodi. Nije poznato da formira katjon. Silicijum može da formira legure sa metalima kao što su gvožđe i bakar. On pokazuje manje sklonosti ka anjonskom ponašanju od običnih nemetala. Njegovu hemiju u rastvoru karakteriše formiranje oksianjona. Visoka čvrstoća silicijum-kiseonične veze dominira hemijskim ponašanjem silicijuma. Polimerni silikati, izgrađeni od tetraedarskih SiO4 jedinica koje dele svoje atome kiseonika, su najzastupljenija i najvažnija jedinjenja silicijuma. Polimerni borati, koji se sastoje od povezanih trigonalnih i tetraedarskih BO3 ili BO4 jedinica, izgrađeni su na sličnim strukturnim principima.  Oksid SiO2 je polimerne strukture, slabo kiseo, i stvara staklo. Tradicionalna organometalna hemija uključuje ugljenična jedinjenja silicijuma (videti organosilicijum).

### Germanijum
Germanijum je sjajna sivo-bela čvrsta supstanca. On ima gustinu od 5,323 g/cm3, tvrd je i krt. Uglavnom je nereaktivan na sobnoj temperaturi, ali ga polako napada vruća koncentrovana sumporna ili azotna kiselina. Germanijum takođe reaguje sa rastopljenom kaustičnom sodom dajući natrijum germanat Na2GeO3 i gas vodonika. Topi se na 938 °C. Germanijum je poluprovodnik sa električnom provodljivošću od oko 2 × 10−2 S•cm−1 i širinom pojasa od 0,67 eV. Tečni germanijum je metalni provodnik, sa električnom provodljivošću sličnom onoj tečne žive.
Većina hemije germanijuma je karakteristična za nemetal. Nejasno je da li germanijum formira katjon ili ne, osim što je prijavljeno postojanje Ge2+ jona u nekoliko ezoteričnih jedinjenja. On može da formira legure sa metalima kao što su aluminijum i zlato. On pokazuje manje sklonosti ka anjonskom ponašanju od običnih nemetala. Njegovu hemiju u rastvoru karakteriše formiranje oksianjona. Germanijum generalno formira tetravalentna (IV) jedinjenja, a može da formira i manje stabilna dvovalentna (II) jedinjenja, u kojima se ponaša više kao metal. Pripremljeni su germanijumski analozi svih glavnih tipova silikata. Metalni karakter germanijuma je takođe sugerisan formiranjem različitih oksokiselinskih soli. Opisani su fosfat [(HPO4)2Ge·H2O] i visoko stabilan trifluoracetat Ge(OCOCF3)4, kao i Ge2(SO4)2, Ge(ClO4)4 i GeH2(C2O4)3. Oksid GeO2 je polimeran, amfoteričan i stvara staklo. Dioksid je rastvorljiv u kiselim rastvorima (monoksid GeO, još više), i to se ponekad koristi da se germanijum klasifikuje kao metal. Do 1930-ih germanijum se smatrao slabo provodljivim metalom; kasniji pisci su ga povremeno klasifikovali kao metal. Kao i kod svih elemenata koji se obično prepoznaju kao metaloidi, germanijum ima utvrđenu organometalnu hemiju (videti organogermanijumsku hemiju).

### Arsen
Arsen je siva čvrsta materija metaličnog izgleda. On ima gustinu od 5,727 g/cm3, krt je i umereno tvrd (više od aluminijuma; manje od gvožđa). Stabilan je na suvom vazduhu, ali na vlažnom vazduhu razvija zlatno bronzanu patinu, koja pri daljem izlaganju pocrni. Arsen napadaju azotna kiselina i koncentrovana sumporna kiselina. On reaguje sa stopljenom kaustičnom sodom dajući arsenat Na3AsO3 i gas vodonik. Arsen sublimira na 615 °C. Para je limunsko žuta i miriše na beli luk. Arsen se topi samo pod pritiskom od 38,6 atm, na 817 °C. To je polumetal sa električnom provodljivošću od oko 3,9 × 104 S•cm−1 i preklapanjem pojasa od 0,5 eV. Tečni arsen je poluprovodnik sa širinom pojasa od 0,15 eV.
Hemija arsena je pretežno nemetalna. Nejasno je da li arsen formira katjon ili ne. Njegove mnoge metalne legure su uglavnom krte. Pokazuje manje sklonosti ka anjonskom ponašanju od običnih nemetala. Njegovu hemiju rastvora karakteriše formiranje oksianjona. Arsen generalno formira jedinjenja u kojima ima oksidaciono stanje +3 ili +5. Halogenidi, i oksidi i njihovi derivati su ilustrativni primeri. U trovalentnom stanju, arsen pokazuje neka inicijalna metalna svojstva. Halogenidi se hidrolizuju vodom, ali ove reakcije, posebno one hlorida, su reverzibilne dodatkom halogenovodonične kiseline. Oksid je kiseo, ali, kao što je navedeno u nastavku, (slabo) amfoteričan. Više, manje stabilno, petovalentno stanje ima jako kisela (nemetalna) svojstva. U poređenju sa fosforom, jači metalni karakter arsena ukazuje na formiranje oksokiselinih soli kao što su AsPO4, As2(SO4)3 i acetat arsena As(CH3COO)3. Oksid As2O3 je polimeran, amfoteričan, i stvara staklo. Arsen ima ekstenzivnu organometalnu hemiju (videti organoarsensku hemiju).

### Antimon
Antimon je srebrno-bela čvrsta materija sa plavim nijansama i briljantnim sjajem. On ima gustinu od 6,697 g/cm3, krt je i umereno tvrd (više od arsena; manje od gvožđa; otprilike isto kao bakar). Stabilan je na vazduhu i vlazi na sobnoj temperaturi. Napada ga koncentrovana azotna kiselina, pri čemu se dobija hidratisani pentoksid Sb2O5. Carska voda daje pentahlorid SbCl5, a izlaganje vrućoj koncentrovanoj sumpornoj kiselini rezultira stvaranjem sulfata Sb2(SO4)3. Na njega ne utiču rastopljene alkalije. Antimon ima sposobnost istiskivanja vodonika iz vode, kada se zagreje: 2 Sb + 3 H2O → Sb2O3 + 3 H2. Topi se na 631 °C. Antimon je polumetal sa električnom provodljivošću od oko 3,1 × 104 S•cm−1 i preklapanjem trake od 0,16 eV. Tečni antimon je metalni provodnik sa električnom provodljivošću od oko 5,3 × 5,3 ×. 104 S•cm−1.
Većina hemije antimona je karakteristična za nemetal. Antimon ima definitivnu katjonsku hemiju, SbO+ i Sb(OH)2+ su prisutni u kiselom vodenom rastvoru; jedinjenje Sb8(GaCl4)2, koje sadrži homopolikatjon, Sb82+, pripremljeno je u 2004. Antimon može da formira legure sa jednim ili više metala kao što su aluminijum, gvožđe, nikl, bakar, cink, kalaj, olovo i bizmut. Antimon ima manje sklonosti ka anjonskom ponašanju od običnih nemetala. Njegovu hemiju u rastvoru karakteriše formiranje oksianjona. Poput arsena, antimon generalno formira jedinjenja u kojima ima oksidaciono stanje od +3 ili +5. Halogenidi, i oksidi i njihovi derivati su ilustrativni primeri. Stanje +5 je manje stabilno od +3, ali je relativno lakše postići nego sa arsenom. Ovo se objašnjava lošom zaštitom koju jezgro arsena pruža svojim 3d10 elektronima. Poređenja radi, tendenciju antimona (koji je teži atom) da se lakše oksidira delimično nadoknađuje efekat njegove ljuske 4d10. Tropozitivni antimon je amfoteričan; pentapozitivni antimon je (pretežno) kiseo. U skladu sa povećanjem metalnog karaktera idući niz grupu 15, antimon formira soli uključujući acetat Sb(CH3CO2)3, fosfat SbPO4, sulfat Sb2(SO4)3 i perhlorat Sb(ClO4)3. Inače kiseli pentoksid Sb2O5 pokazuje izvesno bazno (metalno) ponašanje u smislu da se može rastvoriti u veoma kiselim rastvorima, uz formiranje oksikatjona SbO+
2. Oksid Sb2O3 je polimeran, amfoteričan, i stvara staklo. Antimon ima ekstenzivnu organometalnu hemiju (videti organoantimonku hemiju).

### Telur
Telur je srebrno-bela sjajna čvrsta supstanca. On ima gustinu od 6,24 g/cm3, krt je i najmekši je od opštepriznatih metaloida, jer je neznatno tvrđi od sumpora. Veliki komadi telura su stabilni u vazduhu. Fino praškasti oblik se oksiduje vazduhom u prisustvu vlage. Telur reaguje sa ključalom vodom, ili kada se sveže istaloži čak i na 50 °C, dajući dioksid i vodonik: Te + 2 H2O → TeO2 + 2 H2. On reaguje (u različitom stepenu) sa azotnom, sumpornom i hlorovodoničnom kiselinom dajući jedinjenja kao što su sulfoksid TeSO3 ili telurska kiselina H2TeO3, bazni nitrat (Te2O4H)+(NO3)−, ili oksid sulfat Te2O3(SO4). Rastvara se u kipućim alkalijama, dajući telurit i telurid: 3 Te + 6 KOH = K2TeO3 + 2 K2Te + 3 H2O, reakcija koja se odvija ili je reverzibilna sa povećanjem ili smanjenjem temperature.
Na višim temperaturama telur je dovoljno plastičan za ekstrudiranje. Topi se na 449,51 °C. Kristalni telur ima strukturu koja se sastoji od paralelnih beskonačnih spiralnih lanaca. Veza između susednih atoma u lancu je kovalentna, ali postoje dokazi o slaboj metalnoj interakciji između susednih atoma različitih lanaca. Telur je poluprovodnik sa električnom provodljivošću od oko 1,0 S•cm−1 i širinom pojasa od 0,32 do 0,38 eV. Tečni telur je poluprovodnik, sa električnom provodljivošću, pri topljenju, od oko 1,9 × 103 S•cm−1. Pregrejani tečni telur je metalni provodnik.
Većina hemije telura je karakteristična za nemetal. On pokazuje izvesno katjonsko ponašanje. Dioksid se rastvara u kiselini da bi se dobio trihidroksotelur(IV) Te(OH)3+ jon; crveni Te42+ i žuto-narandžasti Te62+ joni nastaju kada se telur oksiduje u fluorosumpornoj kiselini (HSO3F) ili tečnosti sumpor dioksida (SO2), respektivno. On može da formira legure sa aluminijumom, srebrom i kalajem. Telur pokazuje manje sklonosti ka anjonskom ponašanju od običnih nemetala. Njegovu hemiju rastvora karakteriše formiranje oksianjona. Telur generalno formira jedinjenja u kojima ima oksidaciono stanje -2, +4 ili +6. Stanje +4 je najstabilnije. Teluridi sastava XxTey se lako formiraju sa većinom drugih elemenata i predstavljaju najčešći mineral telura. Nestehiometrija je sveprisutna, posebno sa prelaznim metalima. Mnogi teluridi se mogu smatrati metalnim legurama. Povećanje metalnog karaktera evidentno u teluru, u poređenju sa lakšim halkogenima, dalje se odražava u prijavljenom formiranju različitih drugih soli oksikiselina, kao što su bazni selenat 2TeO2·SeO3 i analogni perhlorat i perjodat 2TeO2·HXO4. Telur formira polimerni, amfoterni oksid koji formira staklo TeO2. To je „uslovni“ oksid koji stvara staklo – on formira staklo sa vrlo malom količinom aditiva. Telur ima ekstenzivnu organometalnu hemiju (videti organotelurnu hemiju).

## Elementi koji se ređe prepoznaju kao metaloidi

### Ugljenik
Ugljenik se obično klasifikuje kao nemetal, ali ima neka metalna svojstva i povremeno se klasifikuje kao metaloid. Heksagonalni grafitni ugljenik (grafit) je termodinamički najstabilniji alotrop ugljenika u uslovima ambijenta. Ima sjajan izgled i prilično je dobar električni provodnik. Grafit ima slojevitu strukturu. Svaki sloj se sastoji od atoma ugljenika vezanih za tri druga atoma ugljenika u heksagonalnom rasporedu rešetke. Slojevi su složeni zajedno i labavo ih drže van der Valsove sile i delokalizovani valentni elektroni.
Poput metala, provodljivost grafita u pravcu njegovih ravni opada kako se temperatura povećava; on ima elektronsku trakastu strukturu polumetala. Alotropi ugljenika, uključujući grafit, mogu prihvatiti strane atome ili jedinjenja u svoje strukture supstitucijom, interkalacijom ili dopingom. Dobijeni materijali se ponekad nazivaju „legure ugljenika“. Ugljenik može da formira jonske soli, uključujući vodonik sulfate, perhlorate i nitrate (C+
24X−.2HX, gde je X = HSO4, ClO4; i C+
24NO–
3.3HNO3). U organskoj hemiji, ugljenik može da formira kompleksne katjone – zvane karbokatjoni – u kojima je pozitivno naelektrisanje na atomu ugljenika; primeri su CH+
3 i CH+
5 i njihovi derivati.
Grafit je pozta kao čvrsto mazivo i ponaša se kao poluprovodnik u pravcu upravnom na njegove ravni. Većina njegove hemije je nemetalna; on ima relativno visoku energiju jonizacije i, u poređenju sa većinom metala, relativno visoku elektronegativnost. Ugljenik može da formira anjone kao što su C4− (metanid), C2–
2 (acetilid), i C3–
4 (seskvikarbid ili alilenid), u jedinjenjima sa metalima glavnih grupa 1–3, kao i sa lantanidima i aktinidima. Njegov oksid CO2 formira ugljenu kiselinu H2CO3.

### Aluminijum
Aluminijum se obično klasifikuje kao metal. On je sjajan, savitljiv i duktilan, i ima visoku električnu i toplotnu provodljivost. Kao i većina metala, ima čvrsto zbijenu kristalnu strukturu, i formira katjon u vodenom rastvoru.
On ima neka svojstva koja su neobična za metal; uzeta zajedno, ona se ponekad koriste kao osnova za klasifikaciju aluminijuma kao metaloida. Njegova kristalna struktura pokazuje neke dokaze usmerenog vezivanja. Aluminijum se kovalentno vezuje u većini jedinjenja. Oksid Al2O3 je amfoteran i uslovno stvara staklo. Aluminijum može da formira anjonske aluminate, takvo ponašanje se smatra nemetalnim po karakteru
Klasifikacija aluminijuma kao metaloida je sporna s obzirom na njegova brojna metalna svojstva. Stoga je, verovatno, izuzetak od mnemotehnike da su elementi koji se nalaze pored linije razdvajanja metal-nemetal metaloidi.
Stot označava aluminijum kao slab metal. On ima fizička svojstva metala, ali i neka od hemijskih svojstava nemetala. Stil primećuje paradoksalno hemijsko ponašanje aluminijuma: „On podseća na slab metal po svom amfoternom oksidu i po kovalentnom karakteru mnogih njegovih jedinjenja... Ipak, to je veoma elektropozitivan metal... [sa] visokim negativnim potencijalom elektrode“. Mudi kaže da je „aluminijum na 'dijagonalnoj granici' između metala i nemetala u hemijskom smislu.”

### Selen
Selen pokazuje granično metaloidno ili nemetalno ponašanje.
Njegov najstabilniji oblik, sivi trigonalni alotrop, ponekad se naziva i „metalni“ selen, jer je njegova električna provodljivost nekoliko redova veličine veća od one crvene monoklinske forme. Metalni karakter selena je dalje prikazan njegovim sjajem, i kristalnom strukturom, za koju se smatra da uključuje slabo „metalnu“ međulančanu vezu. Selen se može izvući u tanke niti kada je rastopljen i viskozan. On pokazuje nespremnost da poprimi „visoke pozitivne oksidacione brojeve karakteristične za nemetale“. On može da formira ciklične polikatjone (kao što je Se2+
8) kada se rastvori u oleumima (atribut koji deli sa sumporom i telurom), i hidrolizovanu katjonsku so u obliku trihidrokselen(IV) perhlorata [Se(OH)3]+·ClO–
4.
Nemetalni karakter selena pokazuje njegova krtost i niska električna provodljivost (~10−9 do 10−12 S•cm−1) njegovog visoko prečišćenog oblika. Ovo je uporedivo ili manje od broma (7,95××10–12 S•cm−1), nemetala. Selen ima elektronsku traku strukture poluprovodnika i zadržava svoja poluprovodnička svojstva u tečnom obliku. On ima relativno visoku elektronegativnost (2,55 revidirana Polingova skala). Njegova reakciona hemija je uglavnom hemija njegovih nemetalnih anjonskih oblika Se2−, SeO2−
3 i SeO2−
4.
Selen se obično opisuje kao metaloid u literaturi hemije životne sredine. On se kreće kroz vodenu sredinu slično kao arsen i antimon; njegove soli rastvorljive u vodi, pri višim koncentracijama, imaju sličan toksikološki profil kao i arsen.

### Polonijum
Polonijum je na neki način „izrazito metalan“. Oba njegova alotropna oblika su metalni provodnici. Rastvorljiv je u kiselinama, formirajući ružičasti katjon Po2+ i zamenjujući vodonik: Po + 2 H+ → Po2+ + H2. Poznate su mnoge polonijumove soli. Oksid PoO2 je pretežno bazine prirode. Polonijum je nepovoljan oksidacioni agens, za razliku od njegovog najlakšeg kongenera kiseonika: potrebni su visoko redukcioni uslovi za formiranje Po2− anjona u vodenom rastvoru.
Nejasno je da li je polonijum duktilan ili krt. Predviđa se da je duktilan na osnovu izračunatih elastičnih konstanti. Ima jednostavnu kubnu kristalnu strukturu. Takva struktura ima malo klizajućih sistema i to „dovodi do veoma niske duktilnosti i stoga niske otpornosti na lom“.
Polonijum pokazuje nemetalni karakter u svojim halogenidima, i postojanjem polonida. Halogenidi imaju svojstva koja su generalno karakteristična za nemetalne halogenide (da su isparljivi, lako se hidrolizuju i rastvorljivi u organskim rastvaračima). Mnogi metalni polonidi, dobijeni zagrevanjem elemenata zajedno na 500–1000 °C, i koji sadrže Po2− anjon, takođe su poznati.

### Astat
Kao halogen, astat ima tendenciju da se klasifikuje kao nemetal. On ima neka izražena metalna svojstva i ponekad se umesto toga klasifikuje ili kao metaloid ili (ređe) kao metal. Odmah nakon produkcije 1940. rani istraživači su ga smatrali metalom. Godine 1949, nazvan je najplemenitijim (teško redukujućim) nemetalom, kao i relativno plemenitim (teškim za oksidaciju) metalom. Godine 1950, astat je opisan kao halogen i (zbog toga) reaktivni nemetal. U 2013. godini, na osnovu relativističkog modelovanja, predviđeno je da astat monoatomni metal, sa kubnom kristalnom strukturom.
Nekoliko autora je komentarisalo metalnu prirodu nekih svojstava astata. Pošto je jod poluprovodnik u pravcu njegovih ravni, i pošto halogeni postaju metalniji sa povećanjem atomskog broja, pretpostavlja se da bi astat bio metal ako bi mogao da formira kondenzovanu fazu. Astat može biti metalan u tečnom stanju na osnovu toga što su elementi sa entalpijom isparavanja (∆Hvap) većom od ~42 kJ/mol metalni kada su tečni. Takvi elementi uključuju bor, silicijum, germanijum, antimon, selen i telur. Procenjene vrednosti za ∆Hvap dvoatomskog astata su 50 kJ/mol ili više; dvoatomski jod, sa ∆Hvap od 41,71, je malo ispod granične vrednosti.
„Kao i tipični metali, astat se taloži vodonik-sulfidom čak i iz jako kiselih rastvora i zamenjuje se u slobodnom obliku iz rastvora sulfata; taloži se na katodi prilikom elektrolize.“ Dalje indikacije tendencija da se astat ponaša kao (teški) metal su: „... formiranje pseudohalidnih jedinjenja ... kompleksa astatnih katjona ... kompleksnih anjona trovalentnog astata ... kao i kompleksa sa različitim organskim rastvaračima”. Takođe se tvrdilo da astat pokazuje katjonsko ponašanje, putem stabilnih At+ i AtO+ oblika, u jako kiselim vodenim rastvorima.
Neke od prijavljenih osobina astata su nemetalne. Ekstrapolirano je da ima uski tečni opseg koji se obično povezuje sa nemetalima (t.t. 302 °C; t.k. 337 °C), iako eksperimentalne indikacije sugerišu nižu tačku ključanja od oko 230±3&nbsp°C. Bacanov daje izračunatu energiju pojasnog opsega za astat od 0,7 eV; ovo je u skladu sa nemetalima (u fizici) koji imaju odvojene valentne i provodne pojaseve i samim tim su ili poluprovodnici ili izolatori. Hemiju astata u vodenom rastvoru uglavnom karakteriše formiranje različitih anjonskih vrsta. Većina njegovih poznatih jedinjenja podseća na jod, koji je halogen i nemetal. Takva jedinjenja uključuju astatide (XAt), astatate (XAtO3) i monovalentna interhalogena jedinjenja.
Restrepo et al. su izvestili da je astat više sličan polonijumu nego halogenu. To su uradili na osnovu detaljnih uporednih studija poznatih i interpoliranih svojstava 72 elementa.

## Povezani koncepti

### Blizu metaloida
U periodičnoj tabeli, neki od elemenata koji se nalaze u blizini opštepriznatih metaloida, iako se obično klasifikuju kao metali ili nemetali, povremeno se nazivaju bliskim metaloidima ili su poznati po svom metaloidnom karakteru. Levo od linije razdvajanja metal-nemetal, takvi elementi uključuju galijum, kalaj i bizmut. Oni pokazuju neobične strukture pakovanja, izraženu kovalentnu hemiju (molekularnu ili polimernu) i amfoterizam. Desno od linije razdvajanja su ugljenik, fosfor, selen i jod. Oni pokazuju metalni sjaj, poluprovodna svojstva i vezujuće ili valentne pojaseve delokalizovanog karaktera. Ovo se odnosi na njihove termodinamički najstabilnije oblike u uslovima okoline: ugljenik kao grafit; fosfor kao crni fosfor; i selen kao sivi selen.

### Alotropi
Različiti kristalni oblici elementa nazivaju se alotropima. Neki alotropi, posebno oni elemenata koji se nalaze (u smislu periodinog sistema) pored ili blizu zamišljene linije razdvajanja između metala i nemetala, pokazuju izraženije metalno, metaloidno ili nemetalno ponašanje od drugih. Postojanje takvih alotropa može zakomplikovati klasifikaciju obuhvaćenih elemenata.
Kalaj, na primer, ima dva alotropa: tetragonalni „beli” β-kalaj i kubni „sivi” α-kalaj. Beli kalaj je veoma sjajan, duktilan i savitljiv metal. To je stabilan oblik na ili iznad sobne temperature i ima električnu provodljivost od 9,17 × 104 S·cm−1 (~1/6 od bakra). Sivi kalaj obično ima izgled sivog mikrokristalnog praha, a može se pripremiti i u krhkim polusjajnim kristalnim ili polikristalnim oblicima. To je stabilan oblik ispod 13,2 °C i ima električnu provodljivost između (2–5) × 102 S·cm−1 (~1/250 od belog kalaja). Sivi kalaj ima istu kristalnu strukturu kao dijamant. On se ponaša kao poluprovodnik (kao da ima pojasni otvor od 0,08 eV), ali ima elektronsku pojasnu strukturu polumetala. Pominje se ili kao veoma loš metal, metaloid, nemetal ili bliko metaloidan.
Dijamantski alotrop ugljenika je očigledno nemetalan, providan je i ima nisku električnu provodljivost od 10−14 do 10−16 S·cm−1. Grafit ima električnu provodljivost od 3 × 104 S·cm−1, što je vrednost karakterističnija za metal. Fosfor, sumpor, arsen, selen, antimon i bizmut takođe imaju manje stabilne alotrope koji pokazuju različita ponašanja.

## Obilje, ekstrakcija i cena
| Z  | Element    | Grama /tona |
| -- | ---------- | ----------- |
| 8  | Kiseonik   | 461,000     |
| 14 | Silicijum  | 282,000     |
| 13 | Aluminijum | 82,300      |
| 26 | Gvožđe     | 56,300      |
| 6  | Ugljenik   | 200         |
| 29 | Bakar      | 60          |
| 5  | Bor        | 10          |
| 33 | Arsen      | 1.8         |
| 32 | Germanijum | 1.5         |
| 47 | Srebro     | 0.075       |
| 34 | Selen      | 0.05        |
| 51 | Antimon    | 0.02        |
| 79 | Zlato      | 0.004       |
| 52 | Telur      | 0.001       |
| 75 | Renijum    | 7×10−10     |
| 54 | Ksenon     | 3×10−11     |
| 84 | Polonijum  | 2×10−16     |
| 85 | Astat      | 3×10−20     |

### Obilje
Tabela daje kristalne zastupljenosti u Zemljinoj kori elemenata koji se obično do retko prepoznaju kao metaloidi. Neki drugi elementi su uključeni radi poređenja: kiseonik i ksenon (najviše i najmanje zastupljeni elementi sa stabilnim izotopima); gvožđe i metali za kovani novac bakar, srebro i zlato; i renijum, najmanje zastupljen stabilni metal (aluminijum je obično najzastupljeniji metal). Objavljene su različite procene zastupljenosti; one su često u izvesnoj meri protivrečne.

### Ekstrakcija
Prepoznati metaloidi se mogu dobiti hemijskom redukcijom njihovih oksida ili njihovih sulfida. U zavisnosti od početne forme i ekonomskih faktora, mogu se koristiti jednostavnije ili složenije metode ekstrakcije. Bor se rutinski dobija redukcijom trioksida magnezijumom: B2O3 + 3 Mg → 2 B + 3MgO; nakon sekundarne obrade dobijeni smeđi prah ima čistoću do 97%. Bor veće čistoće (> 99%) se priprema zagrevanjem isparljivih jedinjenja bora, kao što su BCl3 ili BBr3, bilo u atmosferi vodonika (2 BX3 + 3 H2 → 2 B + 6 HX) ili do tačke termičke dekompozicije. Silicijum i germanijum se dobijaju iz njihovih oksida zagrevanjem oksida ugljenikom ili vodonikom: SiO2 + C → Si + CO2; GeO2 + 2 H2 → Ge + 2 H2O. Arsen se izoluje iz njegovog pirita (FeAsS) ili arsenovog pirita (FeAs2) zagrevanjem; alternativno, može se dobiti iz oksida redukcijom ugljenikom: 2 As2O3 + 3 C → 2 As + 3 CO2. Antimon se dobija iz njegovog sulfida redukcijom gvožđem: Sb2S3 → 2 Sb + 3 FeS. Telur se dobija iz njegovog oksida rastvaranjem u vodenom NaOH, pri čemu se dobija telurit, zatim elektrolitičkom redukcijom: TeO2 + 2 NaOH → Na2TeO3 + H2O; Na2TeO3 + H2O → Te + 2 NaOH + O2. Druga opcija je redukcija oksida pečenjem sa ugljenikom: TeO2 + C → Te + CO2.
Metode proizvodnje za elemente koji se ređe prepoznaju kao metaloidi uključuju prirodnu obradu, elektrolitsku ili hemijsku redukciju, ili zračenje. Ugljenik (kao grafit) se javlja prirodno i ekstrahuje se drobljenjem matične stene i isplivavanjem lakšeg grafita na površinu. Aluminijum se ekstrahuje rastvaranjem njegovog oksida Al2O3 u rastopljenom kriolitu Na3AlF6 i zatim elektrolitičkom redukcijom na visokoj temperaturi. Selen se proizvodi pečenjem selenida kovanog metala X2Se (X = Cu, Ag, Au) sa soda pepelom da bi se dobio selenit: X2Se + O2 + Na2CO3 → Na2SeO3 + 2 X + CO2; selenid se neutrališe sumpornom kiselinom H2SO4 da bi se dobila selenova kiselina H2SeO3; ovo se redukuje provođenjem mehurića SO2 da bi se dobio elementarni selen. Polonijum i astat se proizvode u malim količinama ozračavanjem bizmuta.

### Trošak
Prepoznati metaloidi i njihovi bliži susedi uglavnom koštaju manje od srebra; samo su polonijum i astat skuplji od zlata, zbog njihove značajne radioaktivnosti. Prema podacima od 5. aprila 2014, cene za male uzorke (do 100 g) silicijuma, antimona, telura, grafita, aluminijuma i selena u proseku su oko jedne trećine cene srebra (1,5 USD po gramu ili oko 45 USD po unci). Uzorci bora, germanijuma i arsena u proseku su oko tri i po puta veći od cene srebra. Polonijum je dostupan za oko 100 dolara po mikrogramu. Zalucki i Prušinski procenjuju slične troškove za proizvodnju astata. Cene za primenljive elemente kojima se trguje kao roba imaju tendenciju da se kreću na opsegu dva do tri puta nižih od cene uzorka (Ge), do skoro tri hiljade puta nižih (As).

## Napomene
1. ↑  For a related commentary see also: Vernon, René E. (10. 12. 2013). „Which Elements Are Metalloids?”. Journal of Chemical Education. 90 (12): 1703—1707. ISSN 0021-9584. doi:10.1021/ed3008457. Приступљено 13. 2. 2025.
2. ↑  Definicije i izvodi različitih autora, koji ilustruju aspekte generičke definicije, slede:
  - „U hemiji metaloid je element sa srednjim svojstvima između onih kod metala i nemetala.“[3]
  - „Između metala i nemetala u periodičnoj tabeli nalazimo elemente... [koji] dele neke od karakterističnih svojstava i metala i nemetala, što otežava njihovo smeštanje u bilo koju od ove dve glavne kategorije“[4]
  - „Hemičari ponekad koriste naziv metaloid... za ove elemente koje je teško klasifikovati na ovaj ili onaj način.“[5]
  - „Pošto su osobine koje razlikuju metale i nemetale kvalitativne prirode, neki elementi ne spadaju jednoznačno ni u jednu kategoriju. Ovi elementi ... se nazivaju metaloidi ...”[6]

U širem smislu, metaloidi se nazivaju:
  - „elementi koji... su donekle ukrštanje metala i nemetala“;[7] ili
  - "čudni elementi između".[8]
3. ↑  Zlato, na primer, ima mešovita svojstva, ali je i dalje priznato kao „kralj metala“. Pored metalnog ponašanja (kao što je visoka električna provodljivost i formiranje katjona), zlato pokazuje nemetalno ponašanje:
  - Ono ima najveći elektrodni potencijal[11]
  - Ono ima treću najvišu energiju jonizacije među metalima (posle cinka i žive)
  - Ono ima najveći afinitet prema elektronu
  - Njegova elektronegativnost od 2,54 je najveća među metalima i premašuje onu kod nekih nemetala (vodonik 2,2; fosfor 2,19; i radon 2,2)
  - Ono formira Au− auridni anjon, delujući na ovaj način kao halogen
  - Ono ponekad ima tendenciju, poznatu kao „aurofilnost“, da se veže za sebe.[12]

O halogenom karakteru, videti takođe Belpasi et al.,[13] koji zaključuju da se u auridima MAu (M = Li–Cs) zlato „ponaša kao halogen, između Br i I“; o aurofilnosti, videti takođe Schmidbaur and Schier.[14]
4. ↑  Mann et al.[17] nazivaju ove elemente „priznatim metaloidima”.
5. ↑  Jones[45] piše: „Iako je klasifikacija suštinska karakteristika u svim granama nauke, uvek postoje teški slučajevi na granicama. Zaista, granica klase retko je oštra.”
6. ↑  Nedostatak standardne podele elemenata na metale, metaloide i nemetale nije nužno problem. Postoji manje-više, kontinuirano napredovanje od metalnog ka nemetalnom. Određeni podskup ovog kontinuuma mogao bi služiti svojoj posebnoj svrsi kao i bilo kojoj drugoj.[46]
7. ↑  Efikasnost pakovanja bora je 38%; silicijuma i germanijuma 34; arsena 38,5; antimona 41; i telura 36,4.[50] Ove vrednosti su niže nego kod većine metala (od kojih 80% ima efikasnost pakovanja od najmanje 68%),[51] ali veće od onih kod elemenata koji se obično klasifikuju kao nemetali. (Galijum je neuobičajen za metal, jer ima efikasnost pakovanja od samo 39%.)[52] Druge značajne vrednosti za metale su 42,9 za bizmut[53] i 58,5 za tečnu živu.[54]) Efikasnost pakovanja za nemetale je: grafit 17%,[55] sumpor 19,2,[56] jod 23,9,[56] selen 24,2,[56] i crni fosfor 28,5.[53]
8. ↑  Specifičnije, Goldhamer–Hercfeldov kriterijum je odnos sile koja drži valentne elektrone pojedinačnog atoma na mestu sa silama na iste elektrone iz interakcija između atoma u čvrstom ili tečnom elementu. Kada su međuatomske sile veće ili jednake atomskoj sili, ukazuje se na kretanje valentnih elektrona i predviđa se metalno ponašanje.[58] U suprotnom se očekuje nemetalno ponašanje.
9. ↑  Pošto je odnos zasnovan na klasičnim argumentima,[60] on ne objašnjava nalaz da polonijum, koji ima vrednost od ~0,95, usvaja metalnu (a ne kovalentnu) kristalnu strukturu, na relativističkim osnovama.[61] Ipak, to nudi racionalizaciju prvog reda za pojavu metalnog karaktera među elementima.[62]
10. ↑  Atomska provodljivost je električna provodljivost jednog mola supstance. Jednaka je električnoj provodljivosti podeljenoj molarnom zapreminom.[5]
11. ↑  Selen ima energiju jonizacije (IE) od 225 kcal/mol (941 kJ/mol) i ponekad se opisuje kao poluprovodnik. On ima relativno visoku elektronegativnost od 2,55 (EN). Polonijum ima IE od 194 kcal/mol (812 kJ/mol) i 2,0 EN, ali ima strukturu metalne trake.[67] Astat ima IE od 215 kJ/mol (899 kJ/mol) i EN od 2,2.[68] Njegova elektronska struktura opsega nije poznata sa sigurnošću.
12. ↑  Jones (2010, pp. 169–71): „Iako je klasifikacija suštinska karakteristika svih grana nauke, uvek postoje teški slučajevi na granicama. Granica klase retko je oštra... Naučnici ne bi trebalo da gube san zbog teških slučajeva. Sve dok je sistem klasifikacije koristan za ekonomičnost opisa, za strukturiranje znanja i za naše razumevanje, a teški slučajevi čine malu manjinu, onda ga zadržite. Ako sistem postane manje nego koristan, onda ga uklonite i zamenite sistemom zasnovanim na različitim zajedničkim karakteristikama.”
13. ↑  Oderberg[81] tvrdi na ontološkim osnovama da je sve što nije metal stoga nemetal, i da to uključuje polumetale (tj. metaloide).
14. ↑  Kopernicijum je navodno jedini metal za koji se smatra da je gas na sobnoj temperaturi.[87]
15. ↑  Metali imaju vrednosti električne provodljivosti od 6,9 × 103 S•cm−1 za mangan do 6,3 × 105 za srebro.[91]
16. ↑  Metaloidi imaju vrednosti električne provodljivosti od 1,5 × 10−6 S•cm−1 za bor do × 104 za arsen.[93] Ako je selen uključen kao metaloid, primenljivi opseg provodljivosti bi počeo od ~10−9 do 10−12 S•cm−1.[94]
17. ↑  Nemetali imaju vrednosti električne provodljivosti od ~10−18 S•cm−1 za elementarne gasove do 3 × 104 u grafitu.[95]
18. ↑  Chedd[102] definiše metaloide kao vrednosti elektronegativnosti od 1,8 do 2,2 (Olred-Rokou skala). On je u ovu kategoriju uključio bor, silicijum, germanijum, arsen, antimon, telur, polonijum i astat. U pregledu Čedovog rada, Odler[103] je opisao ovaj izbor kao proizvoljan, jer drugi elementi čije elektronegativnosti leže u ovom opsegu uključuju bakar, srebro, fosfor, živu i bizmut. Dalje je predložio da se metaloid definiše kao „poluprovodnik ili polumetal“ i da se u ovu kategoriju uključe bizmut i selen.
19. ↑  Olmsted i Vilijams[107] su komentarisali da se, „Do nedavno, hemijski interes za metaloide sastojao uglavnom od izolovanih zanimljivosti, kao što su otrovna priroda arsena i blago terapeutska vrednost boraksa. Sa razvojem metaloidnih poluprovodnika, međutim, ovi elementi su postali među najintenzivnije proučavanim.”
20. ↑  Istraživanja objavljena 2012. sugeriraju da se metalno-metaloidna stakla mogu okarakterisati međusobno povezanom atomskom shemom pakovanja u kojoj koegzistiraju metalne i kovalentne strukture vezivanja.[175]
21. ↑  Reakcija je Ge + 2 MoO3 → GeO2 + 2 MoO2. Dodavanje arsena ili antimona (donori elektrona n-tipa) povećava brzinu reakcije; dodavanjem galijuma ili indijuma (akceptori elektrona p-tipa) se smanjuje.[189]
22. ↑  Elern, pišući u časopisu Vojna i civilna pirotehnika (1968), komentariše da je ugljenik crno „specificirano i korišteno u simulatoru nuklearnog vazdušno praska.”[195]
23. ↑  Bor, na 1,56 eV, ima najveći pojasni otvor među opštepriznatim (poluprovodničkim) metaloidima. Od obližnjih elemenata u periodičnoj tabeli, selen ima sledeći najveći pojasni otvor (blizu 1,8 eV), a zatim beli fosfor (oko 2,1 eV).[249]
24. ↑  Sinteza B40 borosferena, „iskrivljenog fulerena sa heksagonalnim otvorom na vrhu i dnu i četiri sedmougaona otvora oko struka“ objavljena je 2014. godine.[253]
25. ↑  BH3 i Fe(CO4) vrste u ovim reakcijama su kratkotrajni međuprodukti reakcije.[261]
26. ↑  O analogiji između bora i metala, Grinvud[263] je prokomentarisao da: „Koliko metalni elementi oponašaju bor (u tome što imaju manje elektrona nego orbitala dostupnih za vezivanje) je plodan koncept koherentnosti u razvoju hemije metaloborana... Zaista, metali se nazivaju „počasnim atomima bora“ ili čak „atomima fleksibora“. Obrnuto od ovog odnosa je jasno takođe validno ...”
27. ↑  Vezivanje u bor trifluoridu, gasu, se smatralo pretežno jonskim,[267] što je opis koji je kasnije opisan kao pogrešan.[268]
28. ↑  Bor trioksid B2O3 se ponekad opisuje kao (slabo) amfoteričan.[271] Reaguje sa alkalijama dajući različite borate.[272] U svom hidratizovanom obliku (kao H3BO3, borna kiselina) reaguje sa sumpor trioksidom, anhidridom sumporne kiseline, da bi se formirao bisulfat B(HSO3) 4.[273] U svom čistom (anhidrovanom) obliku reaguje sa fosfornom kiselinom da bi se formirao „fosfat“ BPO4.[274] Ovo poslednje jedinjenje se može smatrati mešanim oksidom B2O3 i P2O5.[275]
29. ↑  Organski derivati metaloida se tradicionalno računaju kao organometalna jedinjenja.[277]
30. ↑  Na vazduhu, silicijum formira tanku prevlaku od amorfnog silicijum dioksida, debljine 2 do 3 nm.[282] Ovaj premaz se rastvara fluorovodonikom veoma malom brzinom – od dva do tri sata po nanometru.[283] Silicijum dioksid i silikatna stakla (od kojih je silicijum dioksid glavna komponenta) su inače lako napadnuti fluorovodoničnom kiselinom.[284]
31. ↑  Vezivanje u silicijum-tetrafluoridu, gasu, je označeno kao pretežno jonsko,[267] što je opis koji je kasnije opisan kao pogrešan.[268]
32. ↑  Iako je SiO2 klasifikovan kao kiseli oksid i stoga reaguje sa alkalijama dajući silikate, on reaguje sa fosfornom kiselinom dajući silicijum oksid ortofosfat Si5O(PO4)6,[300] i sa fluorovodoničnom kiselinom dajući heksafluorosilicijsku kiselinu H2SiF6.[301] Poslednja reakcija „ponekad se navodi kao dokaz osnovnih [tj. metalnih] osobina“.[302]
33. ↑  Temperature iznad 400 °C su potrebne da bi se formirao uočljiv površinski sloj oksida.[306]
34. ↑  Izvori koji pominju germanijumske katjone uključuju: Powell & Brewer[312] koji navode da struktura kadmijum jodida CdI2 od germanijum jodida GeI2 utvrđuje postojanje Ge++ jona (struktura CdI2 koja se nalazi, prema Ladu,[313] u „mnogim metalnim halidima, hidroksidima i halcidima"); Everest[314] koji komentariše da, „čini se verovatnim da se Ge++ jon može pojaviti i u drugim kristalnim germanskim solima kao što je fosfit, koji je sličan kalajnom fosfitu sličnom soli i germanijum fosfatu, koji podseća ne samo na kalajne fosfate, već i manganove fosfate“; Pan, Fu i Huang[315] koji pretpostavljaju formiranje jednostavnog Ge++ jona kada se Ge(OH)2 rastvori u rastvoru perhlorne kiseline, na osnovu toga da „ClO4− ima malu tendenciju da uđe u kompleksnu formaciju sa katjonom“; Monconduit et al.[316] koji je pripremio slojno jedinjenje ili fazu Nb3GexTe6 (k ≃ 0,9), i izvestio da ovo sadrži GeII katjon; Richens[317] koji beleži da se kaže da „Ge2+ (aq) ili eventualno Ge(OH)+(aq) postoje u razblaženim vodenim suspenzijama žutog vodenog monoksida bez vazduha… međutim, oba su nestabilna u odnosu na gotovu formaciju od GeO2.nH2O"; Rupar et al.[318] koji je sintetizovao kriptandno jedinjenje koje sadrži Ge2+ katjon; i Šviecer i Pesterfild[319] koji pišu da se „monoksid GeO rastvara u razblaženim kiselinama dajući Ge+2 i u razblaženim bazama da bi proizveo GeO2−2, pri čemu su sva tri entiteta nestabilna u vodi“. Izvori koji odbacuju katjone germanijuma ili dodatno kvalifikuju njihovo pretpostavljeno postojanje uključuju: Džoli i Latimera[320] koji tvrde da se „germano jon ne može direktno proučavati, jer nema vrste germanijuma (II) u bilo kakvoj značajnoj koncentraciji u nekompleksnim vodenim rastvorima“; Lidin[321] koji kaže da, „[germanijum] ne stvara vodene katjone“; Lad[322] koji primećuje da je struktura CdI2 „srednja po tipu između jonskih i molekularnih jedinjenja“; i Viberg[323] koji tvrdi da „nisu poznati katjoni germanijuma“.
35. ↑  Arsen takođe postoji kao prirodni (ali retki) alotrop (arsenolamprit), kristalni poluprovodnik sa razmakom pojasa od oko 0,3 eV ili 0,4 eV. Takođe se može pripremiti u poluprovodnoj amorfnoj formi, sa pojasnom širinom od oko 1,2–1,4 eV.[339]
36. ↑  Izvori koji pominju katjonski arsen uključuju: illespie & Robinson[342] koji su otkrili da, „u veoma razblaženim rastvorima u 100% sumpornoj kiselini, arsenik (III) oksid formira arsonil (III) hidrogensulfat, AsO.HO4, koji je delimično jonizovan dajući AsO+ katjon. Obe ove vrste verovatno postoje uglavnom u solvatisanim oblicima, npr. As(OH)(SO4H)2, i As(OH)(SO4H)+, respektivno. Pol et al.[343] koji su izvestili spektroskopske dokaze o prisustvu As42+ i As22+ katjona kada je arsen oksidovan peroksidisulfuril difluoridom S2O6F2 u visoko kiselim medijima (Gilespi i Pasmor[344] su primetili da su spektri ovih vrsta bili veoma slični S42+ i S82+, i zaključili da nije bilo pouzdanih dokaza za bilo kakvu homopolikatjonizaciju arsena); Van Majlder i Porbajk,[345] koji pišu da je „As2O3 amfoterni oksid koji se rastvara u vodi i rastvorima sa pH vrednostima između 1 i 8 sa formiranjem nedisocirane arsenitne kiseline HAsO2; rastvorljivost se povećava pri pH ispod 1 sa formiranje 'arsenil' jona AsO+ ..."; Koltof i Elving[346] koji pišu da „katjon As3+ postoji donekle samo u jako kiselim rastvorima; u manje kiselim uslovima tendencija je ka hidrolizi, tako da preovlađuje anjonski oblik“; Mudi[347] koji primećuje da su „arsen trioksid, As4O6 i arsenova kiselina, H3AsO3, očigledno amfoterni, ali nisu poznati katjoni, As3+, As(OH)2+ ili As(OH)2+; i Koton et al.[348] koji pišu da (u vodenom rastvoru) jednostavni katjon arsena As3+ „može da se javi u izvesnoj meri [zajedno sa katjonom AsO+]“ i da „Ramanovi spektri pokazuju da je u kiselim rastvorima As4O6 jedina vrsta koja se može detektovati piramidalni As(OH)3".
37. ↑  Formule AsPO4 i As2(SO4)3 sugerišu jednostavne jonske formulacije, sa As3+, ali to nije slučaj. AsPO4, „koji je praktično kovalentni oksid”, se naziva dvostrukim oksidom, u obliku As2O3·P2O5. On se sastoji od AsO3 piramida i PO4 tetraedara, spojenih zajedno sa svim njihovim ugaonim atomima da formiraju kontinualnu polimernu mrežu.[354] As2(SO4)3 ima strukturu u kojoj je svaki SO4 tetraedar premošćen sa dve AsO3 trigonalne piramide.[355]
38. ↑  As2O3 se obično smatra amfoternim, ali nekoliko izvora kaže da je (slabo)[358] kiseo. Oni opisuju njegove „osnovne“ osobine (njegovu reakciju sa koncentrovanom hlorovodoničnom kiselinom da bi se formirao arsenik trihlorid) kao alkoholna, u analogiji sa formiranjem kovalentnih alkil hlorida sa kovalentnim alkoholima (npr. R-OH + HCl → RCl + H2O)[359]
39. ↑  Antimon se takođe može pripremiti u amorfnom poluprovodljivom crnom obliku, sa procenjenim (temperaturno zavisnim) pojasnin otvorom od 0,06–0,18 eV.[365]
40. ↑  Lidin[370] tvrdi da SbO+ ne postoji i da je stabilan oblik Sb(III) u vodenom rastvoru nekompletan hidrokompleks [Sb(H2O)4(OH)2]+.
41. ↑  Koton et al.[394] napominju da TeO2 izgleda da ima jonsku rešetku; Vels[395] sugeriše da Te–O veze imaju „značajan kovalentni karakter“.
42. ↑  Tečni ugljenik može[409] ili ne mora biti[410] metalni provodnik, u zavisnosti od pritiska i temperature.[411]
43. ↑  Za sulfat, metod pripreme je (pažljiva) direktna oksidacija grafita u koncentrovanoj sumpornoj kiselini pomoću oksidacionog sredstva, kao što je azotna kiselina, hrom-trioksid ili amonijum persulfat; u ovom slučaju koncentrovana sumporna kiselina deluje kao neorganski nevodeni rastvarač.
44. ↑  Samo mali deo rastvorenog CO2 je prisutan u vodi kao ugljena kiselina, tako da, iako je H2CO3 srednje jaka kiselina, rastvori ugljene kiseline su samo slabo kiseli.[420]
45. ↑  Mnemonik koja obuhvata elemente koji se obično prepoznaju kao metaloidi glasi: Gore, gore-dole, gore-dole, gore ... su metaloidi![432]
46. ↑  Rokou,[438] koji je kasnije napisao svoju monografiju Metaloidi iz 1966. godine,[439] je prokomentarisao da, „U nekim aspektima selen deluje kao metaloid, a telur svakako deluje“.
47. ↑  Dalja opcija je da se astat uključi i kao nemetal i kao metaloid.[465]
48. ↑  Vidljivi komadić astata bi odmah i potpuno ispario zbog toplote koju stvara njegova intenzivna radioaktivnost.[471]
49. ↑  Literatura je kontradiktorna u pogledu toga da li bor pokazuje metalnu provodljivost u tečnom obliku. Krišnan i saradnici[473] su otkrili da se tečni bor ponaša kao metal. Glorieuk et al.[474] su okarakterisali tečni bor kao poluprovodnik, na osnovu njegove niske električne provodljivosti. Milot et al.[475] su izvestili da emisiona sposobnost tečnog bora nije u skladu sa onom tečnog metala.
50. ↑  Korenman[479] je na sličan način primetio da „sposobnost taloženja vodonik-sulfidom razlikuje astat od drugih halogena i približava ga bizmutu i drugim teškim metalima“.
51. ↑  Razmak između molekula u slojevima joda (350 pm) mnogo je manji od razdvajanja između slojeva joda (427 pm; cf. dvostruki van der Valsov radijus od 430 pm).[[491] Smatra se da je ovo uzrokovano elektronskim interakcijama između molekula u svakom sloju joda, što zauzvrat dovodi do njegovih poluprovodničkih svojstava i sjajnog izgleda.[492]
52. ↑  Na primer: srednja električna provodljivost;[504] relativno uzak pojas;[505] osetljivost na svetlost.[504]
53. ↑  Beli fosfor je najmanje stabilan i najreaktivniji oblik.[506] Takođe je najčešći, industrijski važan,[507] i lako ponovljiv alotrop, i iz ova tri razloga se smatra standardnim stanjem elementa.[508]
54. ↑  Cene uzoraka zlata, radi poređenja, počinju od otprilike trideset pet puta više od cene srebra. Cene za bazi uzoraka za B, C, Al, Si, Ge, As, Se, Ag, Sb, Te i Au su dostupne na mreži.[529][530][531][532]
55. ↑  Zasnovano na spot cenama za Al, Si, Ge, As, Sb, Se i Te, koje su dostupne na mreži.[535][536][537][538]

## Literatura
- Addison, W. E. (1964). The Allotropy of the Elements,. Oldbourne Press., London
- Addison CC & Sowerby DB (1972). Main Group Elements: Groups V and VI,. ISBN 0-8391-1005-7.. Butterworths, London,
- Adler, D. (Oct-Nov 1969). „Half-way Elements: The Technology of Metalloids”. Technology Review. 72 (1): 18—19. ISSN 0040-1692. Проверите вредност парамет(а)ра за датум: |date= (помоћ)
- Ahmed, Mohammad A. K.; Fjellvåg, Helmer; Kjekshus, Arne (2000). „Synthesis, structure and thermal stability of tellurium oxides and oxide sulfate formed from reactions in refluxing sulfuric acid †”. Journal of the Chemical Society, Dalton Transactions (24): 4542—4549. doi:10.1039/B005688J.
- Ahmed, Ejaz; Ruck, Michael (2011). „Homo- and heteroatomic polycations of groups 15 and 16. Recent advances in synthesis and isolation using room temperature ionic liquids”. Coordination Chemistry Reviews. 255 (23–24): 2892—2903. doi:10.1016/j.ccr.2011.06.011.
- Allen DS & Ordway RJ (1968). Physical Science, (2nd изд.). ISBN 978-0-442-00290-9.. Van Nostrand, Princeton, New Jersey,
- Allen, Philip B.; Broughton, Jeremy Q. (1987). „Electrical conductivity and electronic properties of liquid silicon”. The Journal of Physical Chemistry. 91 (19): 4964—4970. doi:10.1021/j100303a015.
- Alloul H (2010). Introduction to the Physics of Electrons in Solids,. ISBN 3-642-13564-1.. Springer-Verlag, Berlin,
- Anderson, J. B.; Rapposch, M. H.; Anderson, C. P.; Kostiner, E. (1980). „Crystal structure refinement of basic tellurium nitrate: A reformulation as (Te2O4H)+(NO3)?”. Monatshefte FüR Chemie. 111 (4): 789—796. doi:10.1007/BF00899243.
- Antman, Karen H. (2001). „Introduction: The History of Arsenic Trioxide in Cancer Therapy”. The Oncologist. 6: 1—2. PMID 11331433. doi:10.1634/theoncologist.6-suppl_2-1.
- Apseloff, G. (1999). „Therapeutic Uses of Gallium Nitrate: Past, Present, and Future”. American Journal of Therapeutics. 6 (6): 327—39. ISSN 1536-3686.
- Arlman, E. J. (1939). „The Complex Compounds P(OH)4.ClO4 and Se(OH)3.ClO4”. Recueil des Travaux Chimiques des Pays-Bas. 58 (10): 871—4. ISSN 0165-0513.
- Askeland DR, Phulé PP & Wright JW , The Science and Engineering of Materials, (6th изд.). 2011. ISBN 0-495-66802-8.. Cengage Learning, Stamford, CT,
- Asmussen J & Reinhard DK (2002). Diamond Films Handbook,. ISBN 0-8247-9577-6.. Marcel Dekker, New York,
- Atkins P, Overton T, Rourke J, Weller M & Armstrong F (2006). Shriver & Atkins' Inorganic Chemistry, (4th изд.). Oxford University Press. ISBN 0-7167-4878-9., Oxford,
- Atkins P, Overton T, Rourke J, Weller M & Armstrong F (2010). Shriver & Atkins' Inorganic Chemistry, (5th изд.). Oxford University Press. ISBN 1-4292-1820-7., Oxford,
- Austen K 2012, 'A Factory for Elements that Barely Exist', New Scientist, 21 Apr, p. 12
- Ba, Lalla Aicha; Döring, Mandy; Jamier, Vincent; Jacob, Claus (2010). „Tellurium: An element with great biological potency and potential”. Organic & Biomolecular Chemistry. 8 (19): 4203—4216. PMID 20714663. doi:10.1039/C0OB00086H.
- Bagnall, K. W. (1957). Chemistry of the Rare Radioelements: Polonium-actinium. Butterworths Scientific Publications.. London
- Bagnall, K. W. (1966). The Chemistry of Selenium, Tellurium and Polonium,.. Elsevier, Amsterdam
- Bagnall KW , 'Compounds of Polonium', in KC Buschbeck & C Keller (eds), Gmelin Handbook of Inorganic and Organometallic Chemistry, (8th изд.). 1990. ISBN 3-540-93616-5.. Po Polonium, Supplement vol. 1, Springer-Verlag, Berlin, pp. 285–340,
- Bailar JC, Moeller T & Kleinberg J 1965, University Chemistry, DC Heath, Boston
- Bailar JC & Trotman-Dickenson AF 1973, Comprehensive Inorganic Chemistry, vol. 4, Pergamon, Oxford
- Bailar, J. C.; Moeller, T; Kleinberg, J.; Guss, C. O.; Castellion ME & Metz C (1989). Chemistry, (3rd изд.). ISBN 0-15-506456-8.. Harcourt Brace Jovanovich, San Diego,
- Barfuü, H.; büHnlein, G.; Freunek, P.; Hofmann, R.; Hohenstein, H.; Kreische, W.; Niedrig, H.; Reimer, A. (1981). „The electric quadrupole interaction of111Cd in arsenic metal and in the system Sb1-xInx and Sb1-XCDX”. Hyperfine Interactions. 10 (1–4): 967—971. doi:10.1007/BF01022038.
- Barnett EdB & Wilson CL (1959). Inorganic Chemistry: A Text-book for Advanced Students, (2nd изд.).. Longmans, London
- Barrett J (2003). Inorganic Chemistry in Aqueous Solution. The Royal Society of Chemistry. ISBN 0-85404-471-X.. Cambridge,
- Barsanov GP & Ginzburg AI 1974, 'Mineral'. AM Prokhorov (ур.). Great Soviet Encyclopedia, (3rd изд.).. vol. 16, Macmillan, New York, pp. 329–32
- Bassett LG, Bunce SC, Carter AE, Clark HM & Hollinger HB 1966, Principles of Chemistry, Prentice-Hall, Englewood Cliffs, New Jersey
- Batsanov, S. S. (1972). „Quantitative characteristics of bond metallicity in crystals”. Journal of Structural Chemistry. 12 (5): 809—813. Bibcode:1972JStCh..12..809B. doi:10.1007/BF00743349.
- Baudis, Ulrich; Fichte, Rudolf (2000). „Boron and Boron Alloys”. Ullmann's Encyclopedia of Industrial Chemistry. ISBN 978-3-527-30385-4. doi:10.1002/14356007.a04_281.
- Becker WM, Johnson VA & Nussbaum 1971, 'The Physical Properties of Tellurium', in WC Cooper (ed.), Tellurium, Van Nostrand Reinhold, New York
- Belpassi, Leonardo; Tarantelli, Francesco; Sgamellotti, Antonio; Quiney, Harry M. (2006). „The Electronic Structure of Alkali Aurides. A Four-Component Dirac−Kohn−Sham Study”. The Journal of Physical Chemistry A. 110 (13): 4543—4554. Bibcode:2006JPCA..110.4543B. PMID 16571062. doi:10.1021/jp054938w.
- Berger, L. I. (1997). Semiconductor Materials,. CRC Press. ISBN 0-8493-8912-7., Boca Raton, Florida,
- Bettelheim F, Brown WH, Campbell MK & Farrell SO (2010). Introduction to General, Organic, and Biochemistry, (9th изд.). ISBN 0-495-39112-3.. Brooks/Cole, Belmont CA,
- Bianco, Elisabeth; Butler, Sheneve; Jiang, Shishi; Restrepo, Oscar D.; Windl, Wolfgang; Goldberger, Joshua E. (2013). „Stability and Exfoliation of Germanane: A Germanium Graphane Analogue”. ACS Nano. 7 (5): 4414—4421. PMID 23506286. doi:10.1021/nn4009406. hdl:1811/54792.
- Bodner GM & Pardue HL (1993). Chemistry, An Experimental Science,. ISBN 0-471-59386-9.. John Wiley & Sons, New York,
- Bogoroditskii NP & Pasynkov VV (1967). Radio and Electronic Materials,. Iliffe Books., London
- Bomgardner, M. M. (2013). „Thin-Film Solar Firms Revamp To Stay In The Game”. Chemical & Engineering News. 91 (20): 20—1. ISSN 0009-2347.
- Bond, GC (2005). Metal-Catalysed Reactions of Hydrocarbons. Springer. ISBN 0-387-24141-8.. New York,
- Booth VH & Bloom ML (1972). Physical Science: A Study of Matter and Energy,.. Macmillan, New York
- Borst, K. E. (1982). „Characteristic Properties of Metallic Crystals”. Journal of Educational Modules for Materials Science and Engineering. 4 (3): 457—92. ISSN 0197-3940.
- Boyer, Robert D.; Li, Ju; Ogata, Shigenobu; Yip, Sidney (2004). „Analysis of shear deformations in al and Cu: Empirical potentials versus density functional theory”. Modelling and Simulation in Materials Science and Engineering. 12 (5): 1017—1029. Bibcode:2004MSMSE..12.1017B. doi:10.1088/0965-0393/12/5/017.
- Bradbury GM, McGill MV, Smith HR & Baker PS 1957, Chemistry and You, Lyons and Carnahan, Chicago
- Bradley, D. (2014). Resistance is Low: New Quantum Effect. Архивирано из оригинала 20. 07. 2018. г. Приступљено 07. 11. 2020.. viewed 15 December 2014-12-15
- Brescia F, Arents J, Meislich H & Turk A (1980). Fundamentals of Chemistry, (4th изд.). Academic Press. ISBN 0-12-132392-7., New York,
- Brown L & Holme T (2006). Chemistry for Engineering Students. Belmont, California: Thomson Brooks/Cole. ISBN 0-495-01718-3.
- Brown WP c. 2007 'The Properties of Semi-Metals or Metalloids,' Doc Brown's Chemistry: Introduction to the Periodic Table, viewed 8 February 2013
- Brown, T. L.; LeMay, H. E.; Bursten, B. E.; Murphy, C. J.; Woodward P. (2009). Chemistry: The Central Science, (11th изд.). Upper Saddle River, New Jersey: Pearson Education. ISBN 978-0-13-235848-4.
- Brownlee RB, Fuller RW, Hancock WJ, Sohon MD & Whitsit JE 1943, Elements of Chemistry, Allyn and Bacon, Boston
- Brownlee RB, Fuller RT, Whitsit JE Hancock WJ & Sohon MD 1950, Elements of Chemistry, Allyn and Bacon, Boston
- Bucat RB ,, ур. (1983). Elements of Chemistry: Earth, Air, Fire & Water, vol. 1. Australian Academy of Science. ISBN 0-85847-113-2.. Canberra,
- Büchel KH (ed.) , Chemistry of Pesticides. John Wiley & Sons. 1983. ISBN 0-471-05682-0.. New York,
- Büchel KH, Moretto H-H, Woditsch. Industrial Inorganic Chemistry, (2nd изд.). стр. 2003. ISBN 3-527-29849-5.. Wiley-VCH,
- Burkhart CN, Burkhart CG & Morrell DS , 'Treatment of Tinea Versicolor', in HI Maibach & F Gorouhi (eds), Evidence Based Dermatology, (2nd изд.). 2011. ISBN 978-1-60795-039-4.. People's Medical Publishing House-USA, Shelton, CT, pp. 365–72,
- Burrows A, Holman J, Parsons A, Pilling G & Price G , Chemistry3: Introducing Inorganic, Organic and Physical Chemistry,. 2009. ISBN 0-19-927789-3.. Oxford University, Oxford,
- Butterman WC & Carlin JF 2004, Mineral Commodity Profiles: Antimony, US Geological Survey
- Butterman WC & Jorgenson JD 2005, Mineral Commodity Profiles: Germanium, US Geological Survey
- Calderazzo F, Ercoli R & Natta G 1968, 'Metal Carbonyls: Preparation, Structure, and Properties', in I Wender & P Pino (eds), Organic Syntheses via Metal Carbonyls: Volume 1, Interscience Publishers, New York, pp. 1–272
- Carapella SC 1968a, 'Arsenic' in CA Hampel (ed.), The Encyclopedia of the Chemical Elements, Reinhold, New York, pp. 29–32
- Carapella SC 1968, 'Antimony' in CA Hampel (ed.), The Encyclopedia of the Chemical Elements, Reinhold, New York, pp. 22–5
- Carlin JF „Minerals Year Book: Antimony” (PDF). 2011. Архивирано из оригинала (PDF) 28. 05. 2013. г. Приступљено 07. 11. 2020., United States Geological Survey
- Carmalt CJ & Norman NC , 'Arsenic, Antimony and Bismuth: Some General Properties and Aspects of Periodicity'. NC Norman, ур. (1998). Chemistry of Arsenic, Antimony and Bismuth. Blackie Academic & Professional. стр. 1—38. ISBN 0-7514-0389-X.. London,
- Carter CB & Norton MG (2013). Ceramic Materials: Science and Engineering, (2nd изд.). ISBN 978-1-4614-3523-5.. Springer Science+Business Media, New York,
- Cegielski, C. (1998). Yearbook of Science and the Future,. ISBN 0-85229-657-6.. Encyclopædia Britannica, Chicago,
- Chalmers, B. (1959). Physical Metallurgy,.. John Wiley & Sons, New York
- Champion, J.; Alliot, C.; Renault, E.; Mokili, B. M.; Chérel, M.; Galland, N.; Montavon, G. (2010). „Astatine Standard Redox Potentials and Speciation in Acidic Medium” (PDF). The Journal of Physical Chemistry A. 114 (1): 576—582. Bibcode:2010JPCA..114..576C. PMID 20014840. doi:10.1021/jp9077008.
- Chang, R. (2002). Chemistry, (7th изд.). ISBN 0-07-246533-6.. McGraw Hill, Boston,
- Chao, M.S.; Stenger, V.A. (1964). „Some physical properties of highly purified bromine”. Talanta. 11 (2): 271—281. doi:10.1016/0039-9140(64)80036-9.
- Charlier, J.-C.; Gonze, X.; Michenaud, J.-P. (1994). „First-principles study of the stacking effect on the electronic properties of graphite(s)”. Carbon. 32 (2): 289—299. Bibcode:1994Carbo..32..289C. doi:10.1016/0008-6223(94)90192-9.
- Chatt J 1951, 'Metal and Metalloid Compounds of the Alkyl Radicals', in EH Rodd (ed.), Chemistry of Carbon Compounds: A Modern Comprehensive Treatise, vol. 1, part A, Elsevier, Amsterdam, pp. 417–58
- Chedd, G. (1969). Half-Way Elements: The Technology of Metalloids,.. Doubleday, New York
- Chizhikov DM & Shchastlivyi VP (1968). Selenium and Selenides,.. translated from the Russian by EM Elkin, Collet's, London
- Chizhikov DM & Shchastlivyi (1970). Tellurium and the Tellurides,.. Collet's, London
- Choppin GR & Johnsen RH (1972). Introductory Chemistry,.. Addison-Wesley, Reading, Massachusetts
- Chopra, Irinder S.; Chaudhuri, Santanu; Veyan, Jean François; Chabal, Yves J. (2011). „Turning aluminium into a noble-metal-like catalyst for low-temperature activation of molecular hydrogen”. Nature Materials. 10 (11): 884—889. Bibcode:2011NatMa..10..884C. PMID 21946610. doi:10.1038/nmat3123.
- Chung, DDL (2010). Composite Materials: Science and Applications, (2nd изд.). ISBN 978-1-84882-830-8.. Springer-Verlag, London,
- Clark, G. L. (1960). The Encyclopedia of Chemistry,.. Reinhold, New York
- Cobb C & Fetterolf ML (2005). The Joy of Chemistry,. Prometheus Books. ISBN 1-59102-231-2., New York,
- Cohen ML & Chelikowsky JR (1988). Electronic Structure and Optical Properties of Semiconductors. Springer Verlag. ISBN 3-540-18818-5.. Berlin,
- Coles BR & Caplin AD (1976). The Electronic Structures of Solids,. ISBN 0-8448-0874-1.. Edward Arnold, London,
- Conkling JA & Mocella C (2011). Chemistry of Pyrotechnics: Basic Principles and Theory, (2nd изд.). CRC Press. ISBN 978-1-57444-740-8., Boca Raton, FL,
- Considine DM & Considine GD ,, ур. (1984). „Metalloid”. Van Nostrand Reinhold Encyclopedia of Chemistry, (4th изд.). ISBN 0-442-22572-5.. Van Nostrand Reinhold, New York,
- Cooper, D. G. (1968). The Periodic Table, (4th изд.).. Butterworths, London
- Corbridge, DEC (2013). Phosphorus: Chemistry, Biochemistry and Technology, (6th изд.). CRC Press. ISBN 978-1-4398-4088-7., Boca Raton, Florida,
- Corwin, C. H. (2005). Introductory Chemistry: Concepts & Connections, (4th изд.). ISBN 0-13-144850-1.. Prentice Hall, Upper Saddle River, New Jersey,
- Cotton, F. A.; Wilkinson G & Gaus . Basic Inorganic Chemistry, (3rd изд.). стр. 1995. ISBN 0-471-50532-3.. John Wiley & Sons, New York,
- Cotton, F. A.; Wilkinson, G; Murillo CA & Bochmann (1999). Advanced Inorganic Chemistry, (6th изд.). ISBN 0-471-19957-5.. John Wiley & Sons, New York,
- Cox, P. A. (1997). The Elements: Their Origin, Abundance and Distribution,. ISBN 0-19-855298-X.. Oxford University, Oxford,
- Cox, P. A. (2004). Inorganic Chemistry, (2nd изд.). ISBN 1-85996-289-0.. Instant Notes series, Bios Scientific, London,
- Craig PJ, Eng G & Jenkins RO , 'Occurrence and Pathways of Organometallic Compounds in the Environment—General Considerations' in PJ Craig (ed.), Organometallic Compounds in the Environment, (2nd изд.). 2003. стр. 1—56. ISBN 0471899933.. John Wiley & Sons, Chichester, West Sussex,
- Craig PJ & Maher WA (2003). „Organoselenium compounds in the environment”.  Ур.: PJ Craig. Organometallic Compounds in the Environment,. стр. 391—398. ISBN 0-471-89993-3.. John Wiley & Sons, New York,
- Crow JM 2011, 'Boron Carbide Could Light Way to Less-toxic Green Pyrotechnics', Nature News, 8 April. . doi:10.1038/news.2011.222. Недостаје или је празан параметар |title= (помоћ)
- Cusack, N. (1967). The Electrical and Magnetic Properties of Solids: An Introductory Textbook (5th изд.).. John Wiley & Sons, New York
- Cusack N E (1987). The Physics of Structurally Disordered Matter: An Introduction,. A Hilger in association with the University of Sussex Press. ISBN 0-85274-591-5., Bristol,
- Daintith J ,, ур. (2004). Oxford Dictionary of Chemistry, (5th изд.). ISBN 0-19-920463-2.. Oxford University, Oxford,
- Danaith J ,, ур. (2008). Oxford Dictionary of Chemistry,. Oxford: Oxford University Press. ISBN 978-0-19-920463-2.
- Daniel-Hoffmann, M.; Sredni, B.; Nitzan, Y. (2012). „Bactericidal activity of the organo-tellurium compound AS101 against Enterobacter cloacae”. Journal of Antimicrobial Chemotherapy. 67 (9): 2165—2172. PMID 22628247. doi:10.1093/jac/dks185.
- Daub GW & Seese WS (1996). Basic Chemistry, (7th изд.). ISBN 0-13-373630-X.. Prentice Hall, New York,
- Davidson DF & Lakin HW 1973, 'Tellurium', in DA Brobst & WP Pratt (eds), United States Mineral Resources, Geological survey professional paper 820, United States Government Printing Office, Washington, pp. 627–30
- Dávila, M. E.; Molodtsov, S. L.; Laubschat, C.; Asensio, M. C. (2002). „Structural determination of Yb single-crystal films grown on W(110) using photoelectron diffraction”. Physical Review B. 66 (3): 035411. Bibcode:2002PhRvB..66c5411D. doi:10.1103/PhysRevB.66.035411.
- Demetriou, Marios D.; Launey, Maximilien E.; Garrett, Glenn; Schramm, Joseph P.; Hofmann, Douglas C.; Johnson, William L.; Ritchie, Robert O. (2011). „A damage-tolerant glass”. Nature Materials. 10 (2): 123—128. Bibcode:2011NatMa..10..123D. PMID 21217693. doi:10.1038/nmat2930.
- Deming, H. G. (1925). General Chemistry: An Elementary Survey, (2nd изд.).. John Wiley & Sons, New York
- Denniston, K. J.; Topping JJ & Caret RL (2004). General, Organic, and Biochemistry, (5th изд.). ISBN 0-07-282847-1.. McGraw-Hill, New York,
- Deprez, N.; McLachlan, D. S. (1988). „The analysis of the electrical conductivity of graphite conductivity of graphite powders during compaction”. Journal of Physics D: Applied Physics. 21 (1): 101—107. Bibcode:1988JPhD...21..101D. doi:10.1088/0022-3727/21/1/015.
- Desai, P. D.; James, H. M.; Ho, C. Y. (1984). „Electrical Resistivity of Aluminum and Manganese”. Journal of Physical and Chemical Reference Data. 13 (4): 1131—1172. Bibcode:1984JPCRD..13.1131D. doi:10.1063/1.555725.
- Desch, C. H. (1914). Intermetallic Compounds,.. Longmans, Green and Co., New York
- Detty MR & O'Regan MB 1994, Tellurium-Containing Heterocycles, (The Chemistry of Heterocyclic Compounds, vol. 53), John Wiley & Sons, New York
- Dev N , 'Modelling Selenium Fate and Transport in Great Salt Lake Wetlands', PhD dissertation, University of Utah, ProQuest, Ann Arbor, Michigan, . 2008. ISBN 0-549-86542-X. Недостаје или је празан параметар |title= (помоћ)
- De Zuane J (1997). Handbook of Drinking Water Quality, (2nd изд.). ISBN 0-471-28789-X.. John Wiley & Sons, New York,
- Pietro, Di. Optical Properties of Bismuth-Based Topological Insulators,. стр. 2014. ISBN 978-3-319-01990-1.. Springer International Publishing, Cham, Switzerland,
- Divakar C, Mohan M & Singh AK. (1984). „The Kinetics of Pressure-Induced Fcc-Bcc Transformation in Ytterbium”. Journal of Applied Physics. 56 (8): 2337—40. doi:10.1063/1.334270.
- Donohue, J. (1982). The Structures of the Elements,. ISBN 0-89874-230-7.. Robert E. Krieger, Malabar, Florida,
- Douglade J & Mercier R 1982, 'Structure Cristalline et Covalence des Liaisons dans le Sulfate d. „Arsenic(III), As2(SO4)3”. Acta Crystallographica Section B. 38 (3): 720—3. doi:10.1107/S056774088200394X.
- Du Y, Ouyang C, Shi S & Lei M. (2010). „Ab Initio Studies on Atomic and Electronic Structures of Black Phosphorus”. Journal of Applied Physics. 107 (9): 093718—1—4. doi:10.1063/1.3386509.
- Dunlap BD, Brodsky MB, Shenoy GK & Kalvius GM.;  . (1970). „Hyperfine Interactions and Anisotropic Lattice Vibrations of 237Np in α-Np M”. Physical Review B. 1 (1): 44—9. doi:10.1103/PhysRevB.1.44.
- Dunstan, S. (1968). Principles of Chemistry,.. D. Van Nostrand Company, London
- Dupree, R; Kirby, D. J.; Freyland, W. (1982). „N.M.R. Study of changes in bonding and the metal-non-metal transition in liquid caesium-antimony alloys”. Philosophical Magazine B. 46 (6): 595—606. Bibcode:1982PMagB..46..595D. doi:10.1080/01418638208223546.
- Eagleson, M. (1994). Concise Encyclopedia Chemistry,. ISBN 3-11-011451-8.. Walter de Gruyter, Berlin,
- Eason, R. (2007). Pulsed Laser Deposition of Thin Films: Applications-Led Growth of Functional Materials,.. Wiley-Interscience, New York
- Ebbing DD & Gammon SD (2010). General Chemistry, (9th изд.). ISBN 978-0-618-93469-0.. enhanced, Brooks/Cole, Belmont, California,
- Eberle SH 1985, 'Chemical Behavior and Compounds of Astatine', pp. 183–209, in Kugler & Keller
- Edwards PP & Sienko MJ. (1983). „On the Occurrence of Metallic Character in the Periodic Table of the Elements”. Journal of Chemical Education. 60 (9): 691—6. doi:10.1021ed060p691 Проверите вредност параметра |doi= (помоћ).
- Edwards PP , 'Chemically Engineering the Metallic, Insulating and Superconducting State of Matter' in KR Seddon & M Zaworotko (eds), Crystal Engineering: The Design and Application of Functional Solids, Kluwer Academic, Dordrecht, pp. 409–431, . 1999. ISBN 0-7923-5905-4. Недостаје или је празан параметар |title= (помоћ)
- Edwards PP , 'What, Why and When is a metal?', in N Hall (ed.), The New Chemistry, Cambridge University, Cambridge, pp. 85–114, . 2000. ISBN 0-521-45224-4. Недостаје или је празан параметар |title= (помоћ)
- Edwards, P. P.; Lodge, M. T. J.; Hensel, F.; Redmer, R. (2010). „'… a metal conducts and a non-metal doesn't'”. Philosophical Transactions of the Royal Society A: Mathematical, Physical and Engineering Sciences. 368 (1914): 941—65. Bibcode:2010RSPTA.368..941E. PMID 20123742. doi:10.1098/rsta.2009.0282.
- Eggins, B. R. (1972). Chemical Structure and Reactivity,. ISBN 0-333-08145-5.. MacMillan, London,
- Eichler R, Aksenov NV, Belozerov AV, Bozhikov GA, Chepigin VI, Dmitriev SN, Dressler R, Gäggeler, H. W.; Gorshkov, V. A.; Haenssler, F; Itkis, M. G.; Laube, A; Lebedev VY, Malyshev ON, Oganessian YT, Petrushkin OV, Piguet D, Rasmussen P, Shishkin SV, Shutov, AV, Svirikhin AI, Tereshatov EE, Vostokin GK, Wegrzecki M & Yeremin AV. (2007). „Chemical Characterization of Element 112,”. Nature,. 447: 72—5. doi:10.1038/nature05761.
- Ellern, H. (1968). Military and Civilian Pyrotechnics,.. Chemical Publishing Company, New York
- Emeléus HJ & Sharpe AG 1959, Advances in Inorganic Chemistry and Radiochemistry, vol. 1, Academic Press, New York
- Emsley, J. (1971). The Inorganic Chemistry of the Non-metals,. ISBN 0-423-86120-4.. Methuen Educational, London,
- Emsley J (2001). Nature's Building Blocks: An A–Z guide to the Elements. Oxford University Press. ISBN 0-19-850341-5.. Oxford,
- Eranna, G. (2011). Metal Oxide Nanostructures as Gas Sensing Devices,. ISBN 1-4398-6340-7.. Taylor & Francis, Boca Raton, Florida,
- Evans KA , 'Properties and Uses of Oxides and Hydroxides,' in AJ Downs (ed.), Chemistry of Aluminium, Gallium, Indium, and Thallium. Blackie Academic & Professional. 1993. стр. 248—91. ISBN 0-7514-0103-X.. Bishopbriggs, Glasgow,
- Evans, R. C. (1966). An Introduction to Crystal Chemistry,.. Cambridge University, Cambridge
- Everest, D. A. (1953). „838. The chemistry of bivalent germanium compounds. Part IV. Formation of germanous salts by reduction by hypophosphorous acid”. Journal of the Chemical Society: 4117—4120. doi:10.1039/JR9530004117.
- EVM (Expert Group on Vitamins and Minerals) , Safe Upper Levels for Vitamins and Minerals (PDF). UK Food Standards Agency. 2003. ISBN 1-904026-11-7. Архивирано из оригинала (PDF) 03. 02. 2013. г. Приступљено 07. 11. 2020.. London,
- Farandos, Nicholas M.; Yetisen, Ali K.; Monteiro, Michael J.; Lowe, Christopher R.; Yun, Seok Hyun (2015). „Contact Lens Sensors in Ocular Diagnostics”. Advanced Healthcare Materials. 4 (6): 792—810. PMID 25400274. doi:10.1002/adhm.201400504.
- Fehlner TP , 'Introduction'. TP Fehlner, ур. (1992). Inorganometallic chemistry. Plenum. стр. 1–6,. ISBN 0-306-43986-7.. New York,
- Fehlner TP 1990, 'The Metallic Face of Boron,' in AG Sykes (ed.), Advances in Inorganic Chemistry, vol. 35, Academic Press, Orlando, pp. 199–233
- Feng & Jin (2005). Introduction to Condensed Matter Physics: Volume 1,. ISBN 1-84265-347-4.. World Scientific, Singapore,
- Fernelius, WC (1982). „Polonium”. Journal of Chemical Education. 59 (9): 741—2. doi:10.1021/ed059p741.
- Ferro R & Saccone A (2008). Intermetallic Chemistry,. стр. 233,. ISBN 0-08-044099-1.. Elsevier, Oxford,
- Fesquet, A. A. (1872). A Practical Guide for the Manufacture of Metallic Alloys,.. trans. A. Guettier, Henry Carey Baird, Philadelphia
- Fine LW & Beall H (1990). Chemistry for Engineers and Scientists,. ISBN 0-03-021537-4.. Saunders College Publishing, Philadelphia,
- Fokwa BPT 2014, 'Borides: Solid-state Chemistry', in Encyclopedia of Inorganic and Bioinorganic Chemistry, . . John Wiley & Sons. doi:10.1002/9781119951438.eibc0022.pub2. Недостаје или је празан параметар |title= (помоћ)
- Foster, W. (1936). The Romance of Chemistry,.. D Appleton-Century, New York
- Foster LS & Wrigley AN 1958, 'Periodic Table', in GL Clark, GG Hawley & WA Hamor (eds), The Encyclopedia of Chemistry (Supplement), Reinhold, New York, pp. 215–20
- Friend, J. N. (1953). Man and the Chemical Elements, (1st изд.).. Charles Scribner's Sons, New York
- Fritz JS & Gjerde DT (2008). Ion Chromatography. John Wiley & Sons. ISBN 3-527-61325-0.. New York,
- Gary S 2013, 'Poisoned Alloy' the Metal of the Future', News in science, viewed 28 August 2013
- Geckeler, S. (1987). Optical Fiber Transmission Systems. Artech Hous. ISBN 0-89006-226-9.. Norwood, Massachusetts,
- German Energy Society (2008). Planning and Installing Photovoltaic Systems: A Guide for Installers, Architects and Engineers (2nd изд.). ISBN 978-1-84407-442-6.. Earthscan, London,
- Gordh G, Gordh G & Headrick D (2003). A Dictionary of Entomology,. ISBN 0-85199-655-8.. CABI Publishing, Wallingford,
- Gillespie, RJ (1998). „Covalent and Ionic Molecules: Why are BeF2 and AlF3 High Melting Point Solids Whereas BF3 and SiF4 are Gases?”. Journal of Chemical Education. 75 (7): 923—5. doi:10.1021/ed075p923.
- Gillespie RJ & Robinson EA. (1963). „The Sulphuric Acid Solvent System. Part IV. Sulphato Compounds of Arsenic (III)”. Canadian Journal of Chemistry. 41 (2): 450—458.
- Gillespie RJ & Passmore J 1972, 'Polyatomic Cations', Chemistry in Britain, vol. 8, pp. 475–479
- Gladyshev VP & Kovaleva SV. (1998). „Liquidus Shape of the Mercury–Gallium System”. Russian Journal of Inorganic Chemistry. 43 (9): 1445—6.
- Glazov VM, Chizhevskaya SN & Glagoleva NN 1969, Liquid Semiconductors, Plenum, New York
- Glinka, N. (1965). General Chemistry,.. trans. D Sobolev, Gordon & Breach, New York
- Glockling, F. (1969). The Chemistry of Germanium,.. Academic, London
- Glorieux B, Saboungi ML & Enderby JE. (2001). „Electronic Conduction in Liquid Boron”. Europhysics Letters (EPL). 56 (1): 81—5. doi:10.1209/epl/i2001-00490-0.
- Goldsmith, RH (1982). „Metalloids”. Journal of Chemical Education. 59 (6): 526—7. doi:10.1021/ed059p526.
- Good JM, Gregory O & Bosworth N 1813, 'Arsenicum', in Pantologia: A New Cyclopedia ... of Essays, Treatises, and Systems ... with a General Dictionary of Arts, Sciences, and Words ... , Kearsely, London
- Goodrich, B. G. (1844). A Glance at the Physical Sciences,.. Bradbury, Soden & Co., Boston
- Gray, T. (2009). The Elements: A Visual Exploration of Every Known Atom in the Universe,. ISBN 978-1-57912-814-2.. Black Dog & Leventhal, New York,
- Gray T 2010, 'Metalloids (7)', viewed 8 February 2013
- Gray T, Whitby M & Mann N 2011, Mohs Hardness of the Elements, viewed 12 Feb 2012
- Greaves GN, Knights JC & Davis EA , 'Electronic Properties of Amorphous Arsenic', in J Stuke & W Brenig (eds), Amorphous and Liquid Semiconductors: Proceedings,. 1974. ISBN 978-0-470-83485-5.. vol. 1, Taylor & Francis, London, pp. 369–74,
- Greenwood, Norman N. (2001). „Main group element chemistry at the millennium”. Journal of the Chemical Society, Dalton Transactions (14): 2055—66. doi:10.1039/b103917m.
- Greenwood NN & Earnshaw A (2002). Chemistry of the Elements, (2nd изд.). ISBN 0-7506-3365-4.. Butterworth-Heinemann,
- Guan, P. F.; Fujita, T.; Hirata, A.; Liu, Y. H.; Chen, M. W. (2012). „Structural Origins of the Excellent Glass-forming Ability of Pd40Ni40P20”. Physical Review Letters. 108 (17): 175501—1—5. Bibcode:2012PhRvL.108q5501G. PMID 22680882. doi:10.1103/PhysRevLett.108.175501.
- Gunn, Gus (3. 3. 2014). Critical Metals Handbook. Chichester, West Sussex,: John Wiley & Sons. ISBN 9780470671719.
- Gupta VB, Mukherjee AK & Cameotra SS , 'Poly(ethylene Terephthalate) Fibres', in MN Gupta & VK Kothari (eds), Manufactured Fibre Technology. Springer Science+Business Media. 1997. стр. 271—317. ISBN 9789401064736.. Dordrecht,
- Haaland A, Helgaker TU, Ruud K & Shorokhov DJ. (2000). „Should Gaseous BF3 and SiF4 be Described as Ionic Compounds?”. Journal of Chemical Education. 77 (8): 1076—80. doi:10.1021/ed077p1076.
- Hager, T. (2006). The Demon under the Microscope. Three Rivers Press. ISBN 978-1-4000-8214-8.. New York,
- Hai H, Jun H, Yong-Mei L, He-Yong H, Yong C &  Kang-Nian F. (2012). „Graphite Oxide as an Efficient and Durable Metal-free Catalyst for Aerobic Oxidative Coupling of Amines to Imines”. Green Chemistry,. 14: 930—934. doi:10.1039/C2GC16681J.
- Haiduc I & Zuckerman JJ (1985). Basic Organometallic Chemistry,. ISBN 0-89925-006-8.. Walter de Gruyter, Berlin,
- Haissinsky M & Coche A 1949, 'New Experiments on the Cathodic Deposition of Radio-elements', Journal of the Chemical Society, pp. S397–400
- Manson SS & Halford GR (2006). Fatigue and Durability of Structural Materials,. ISBN 0-87170-825-6.. ASM International, Materials Park, OH,
- Haller, E. E. (2006). „'Germanium: From its Discovery to SiGe Devices'” (PDF). Materials Science in Semiconductor Processing. 9 (4–5). doi:10.1016/j.mssp.2006.08.063.
- Hamm, D. I. (1969). Fundamental Concepts of Chemistry,. ISBN 0-390-40651-1.. Meredith Corporation, New York,
- Hampel CA & Hawley GG 1966, The Encyclopedia of Chemistry, (3rd изд.).. Van Nostrand Reinhold, New York
- Hampel CA (ed.) 1968, The Encyclopedia of the Chemical Elements, Reinhold, New York
- Hampel CA & Hawley GG (1976). Glossary of Chemical Terms,. ISBN 0-442-23238-1.. Van Nostrand Reinhold, New York,
- Harding C, Johnson DA & Janes R (2002). Elements of the p Block. Royal Society of Chemistry. ISBN 0-85404-690-9.. Cambridge,
- Hasan H (2009). The Boron Elements: Boron, Aluminum, Gallium, Indium, Thallium. The Rosen Publishing Group. ISBN 1-4358-5333-4.. New York,
- Hatcher, W. H. (1949). An Introduction to Chemical Science,.. John Wiley & Sons, New York
- Hawkes SJ 1999, 'Polonium and Astatine are not Semimetals', Chem 13 News, February, p. 14, ISSN 0703-1157
- Hawkes, SJ (2001). „Semimetallicity”. Journal of Chemical Education. 78 (12): 1686—7. doi:10.1021/ed078p1686.
- Hawkes, SJ (2010). „Polonium and Astatine are not Semimetals”. Journal of Chemical Education. 87 (8): 783. doi:10.1021ed100308w Проверите вредност параметра |doi= (помоћ).
- Haynes WM ,, ур. (2012). CRC Handbook of Chemistry and Physics, (93rd изд.). CRC Press. ISBN 1-4398-8049-2., Boca Raton, Florida,
- He M, Kravchyk K, Walter M & Kovalenko MV. (2014). „Monodisperse Antimony Nanocrystals for High-Rate Li-ion and Na-ion Battery Anodes: Nano versus Bulk”. Nano Letters. 14 (3): 1255—1262. doi:10.1021/nl404165c.
- Henderson M (2000). Main Group Chemistry. The Royal Society of Chemistry. ISBN 0-85404-617-8.. Cambridge,
- Hermann A, Hoffmann R & Ashcroft NW 2013, 'Condensed Astatine: Monatomic and Metallic', Physical Review Letters, vol. 111, pp. 11604–1−11604-5. . doi:10.1103/PhysRevLett.111.116404. Недостаје или је празан параметар |title= (помоћ)
- Hérold A (2006). „'An Arrangement of the Chemical Elements in Several Classes Inside the Periodic Table According to their Common Properties'” (PDF). Comptes Rendus Chimie. 9 (1): 148—53. doi:10.1016/j.crci.2005.10.002. Архивирано из оригинала (PDF) 15. 02. 2012. г. Приступљено 07. 11. 2020.
- Herzfeld, K.;  . (1927). „On Atomic Properties Which Make an Element a M”. Physical Review. 29 (5): 701—705. doi:10.1103PhysRev.29.701 Проверите вредност параметра |doi= (помоћ).
- Hill G & Holman J (2000). Chemistry in Context (5th изд.). ISBN 0-17-448307-4.. Nelson Thornes, Cheltenham,
- Hiller LA & Herber RH (1960). Principles of Chemistry,.. McGraw-Hill, New York
- Hindman JC 1968, 'Neptunium', in CA Hampel (ed.), The Encyclopedia of the Chemical Elements, Reinhold, New York, pp. 432–7
- Hoddeson L , 'In the Wake of Thomas Kuhn's Theory of Scientific Revolutions: The Perspective of an Historian of Science,' in S Vosniadou, A Baltas & X Vamvakoussi (eds), Reframing the Conceptual Change Approach in Learning and Instruction,. 2007. стр. 25—34. ISBN 978-0-08-045355-2.. Elsevier, Amsterdam,
- Holderness A & Berry M (1979). Advanced Level Inorganic Chemistry, (3rd изд.). Heinemann Educational Books. ISBN 0-435-65435-7., London,
- Holt, Rinehart & Wilson c. 2007 'Why Polonium and Astatine are not Metalloids in HRW texts', viewed 8 February 2013
- Hopkins BS & Bailar JC (1956). General Chemistry for Colleges, (5th изд.).. D. C. Heath, Boston
- Horvath (1973). „Critical Temperature of Elements and the Periodic System”. Journal of Chemical Education. 50 (5): 335—6. doi:10.1021/ed050p335.
- Hosseini P, Wright CD & Bhaskaran H. (2014). „An optoelectronic framework enabled by low-dimensional phase-change films,”. Nature,. 511: 206—211. doi:10.1038/nature13487.
- Houghton, R. P. (1979). Metal Complexes in Organic Chemistry,. Cambridge University Press. ISBN 0-521-21992-2., Cambridge,
- House, J. E. (2008). Inorganic Chemistry,. Academic Press. ISBN 0-12-356786-6. (Elsevier), Burlington, Massachusetts,
- House JE & House KA (2010). Descriptive Inorganic Chemistry, (2nd изд.). Academic Press. ISBN 0-12-088755-X., Burlington, Massachusetts,
- Housecroft CE & Sharpe AG (2008). Inorganic Chemistry (3rd изд.). ISBN 978-0-13-175553-6.. Pearson Education, Harlow,
- Hultgren HH 1966, 'Metalloids', in GL Clark & GG Hawley (eds), The Encyclopedia of Inorganic Chemistry, (2nd изд.).. Reinhold Publishing, New York
- Hunt, A. (2000). The Complete A-Z Chemistry Handbook, (2nd изд.). ISBN 0-340-77218-2.. Hodder & Stoughton, London,
- Inagaki, M. (2000). New Carbons: Control of Structure and Functions,. ISBN 0-08-043713-3.. Elsevier, Oxford,
- IUPAC (1959). Nomenclature of Inorganic Chemistry, (1st изд.).. Butterworths, London
- IUPAC (1971). Nomenclature of Inorganic Chemistry (PDF) (2nd изд.). ISBN 0-408-70168-4.. Butterworths, London,
- IUPAC (2005).  NG Connelly & T Damhus, ур. Nomenclature of Inorganic Chemistry (the "Red Book"). ISBN 0-85404-438-8.. RSC Publishing, Cambridge,
- IUPAC – (2006). Compendium of Chemical Terminology (the "Gold Book") (2nd изд.). ISBN 0-9678550-9-8.. by M Nic, J Jirat & B Kosata, with updates compiled by A Jenkins. Gold, Victor, ур. (2019). „The IUPAC Compendium of Chemical Terminology”. doi:10.1351/goldbook.
- James M, Stokes R, Ng W & Moloney J (2000). Chemical Connections 2: VCE Chemistry Units 3 & 4,. ISBN 0-7016-3438-3.. John Wiley & Sons, Milton, Queensland,
- Jaouen G & Gibaud S. (2010). „Arsenic-based Drugs: From Fowler's solution to Modern Anticancer Chemotherapy”. Medicinal Organometallic Chemistry. 32: 1—20. doi:10.1007/978-3-642-13185-1_1.
- Jaskula, B. W. (2013). Mineral Commodity Profiles: Gallium (PDF).[мртва веза]. US Geological Survey
- Jenkins GM & Kawamura K (1976). Polymeric Carbons—Carbon Fibre, Glass and Char,. Cambridge University Press. ISBN 0-521-20693-6., Cambridge,
- Jezequel G & Thomas J. (1997). „Experimental Band Structure of Semimetal Bismuth”. Physical Review B. 56 (11): 6620—6. doi:10.1103/PhysRevB.56.6620.
- Johansen G & Mackintosh AR. (1970). „Electronic Structure and Phase Transitions in Ytterbium”. Solid State Communications. 8 (2): 121—4.
- Jolly WL & Latimer WM „'The Heat of Oxidation of Germanous Iodide and the Germanium Oxidation Potentials'”. 1951. Архивирано из оригинала 15. 12. 2014. г., University of California Radiation Laboratory, Berkeley
- Jolly, W. L. (1966). The Chemistry of the Non-metals,.. Prentice-Hall, Englewood Cliffs, New Jersey
- Jones, B. W. (2010). Pluto: Sentinel of the Outer Solar System,. ISBN 978-0-521-19436-5.. Cambridge University, Cambridge,
- Kaminow IP & Li T ,, ур. (2002). Optical Fiber Telecommunications,. ISBN 0-12-395172-0.. Volume IVA, Academic Press, San Diego,
- Karabulut, M.; Melnik, E; Stefan, R; Marasinghe, G.K; Ray, C.S; Kurkjian, C.R; Day, D.E (2001). „Mechanical and structural properties of phosphate glasses”. Journal of Non-Crystalline Solids. 288 (1–3): 8—17. Bibcode:2001JNCS..288....8K. doi:10.1016/S0022-3093(01)00615-9.
- Kauthale SS, Tekali SU, Rode AB, Shinde SV, Ameta KL & Pawar RP , 'Silica Sulfuric Acid: A Simple and Powerful Heterogenous Catalyst in Organic Synthesis', in KL Ameta & A Penoni, Heterogeneous Catalysis: A Versatile Tool for the Synthesis of Bioactive Heterocycles,. Boca Raton: CRC Press. 2015. стр. 133—162. ISBN 9781466594821.. Florida,
- Kaye GWC & Laby TH (1973). Tables of Physical and Chemical Constants, (14th изд.). ISBN 0-582-46326-2.. Longman, London,
- Keall JHH, Martin NH & Tunbridge RE. (1946). „A Report of Three Cases of Accidental Poisoning by Sodium Tellurite”. British Journal of Industrial Medicine. 3 (3): 175—6.
- Keevil D , 'Aluminium'. MN Patten, ур. (1989). Information Sources in Metallic Materials. Bowker–Saur. стр. 103–119,. ISBN 0-408-01491-1.. London,
- Keller C 1985, 'Preface', in Kugler & Keller
- Kelter P, Mosher M & Scott A (2009). Chemistry: the Practical Science,. ISBN 0-547-05393-2.. Houghton Mifflin, Boston,
- Kennedy T, Mullane E, Geaney H, Osiak M, O'Dwyer C & Ryan KM. (2014). „High-Performance Germanium Nanowire-Based Lithium-Ion Battery Anodes Extending over 1000 Cycles Through in Situ Formation of a Continuous Porous Network”. Nano-letters. 14 (2): 716—723. doi:10.1021/nl403979s.
- Kent W 1950. Kent's Mechanical Engineers' Handbook, (12th изд.).. vol. 1, John Wiley & Sons, New York
- King, E. L. (1979). Chemistry. Painter Hopkins. ISBN 0-05-250726-2.. Sausalito, California,
- King RB , 'Antimony: Inorganic Chemistry'. RB King, ур. (1994). Encyclopedia of Inorganic Chemistry,. стр. 170—5. ISBN 0-471-93620-0.. John Wiley, Chichester,
- King RB , 'The Metallurgist's Periodic Table and the Zintl-Klemm Concept', in DH Rouvray & RB King (eds), The Periodic Table: Into the 21st Century,. Baldock: Research Studies Press. 2004. стр. 191–206,. ISBN 0-86380-292-3.. Hertfordshire,
- Kinjo, Rei; Donnadieu, Bruno; Celik, Mehmet Ali; Frenking, Gernot; Bertrand, Guy (2011). „Synthesis and Characterization of a Neutral Tricoordinate Organoboron Isoelectronic with Amines”. Science. 333 (6042): 610—613. Bibcode:2011Sci...333..610K. PMID 21798945. doi:10.1126/science.1207573.
- Kitaĭgorodskiĭ AI 1961, Organic Chemical Crystallography, Consultants Bureau, New York
- Kleinberg J, Argersinger WJ & Griswold E 1960, Inorganic Chemistry, DC Health, Boston
- Klement W, Willens RH & Duwez P 1960, 'Non-Crystalline Structure in Solidified Gold–Silicon Alloys', Nature, vol. 187, pp. 869–70, doi|10.1038/187869b0
- Klemm, W. (1950). „Einige Probleme aus der Physik und der Chemie der Halbmetalle und der Metametalle”. Angewandte Chemie. 62 (6): 133—42.
- Klug HP & Brasted RC (1958). Comprehensive Inorganic Chemistry: The Elements and Compounds of Group IV A,.. Van Nostrand, New York
- Kneen, W. R.; Rogers MJW & Simpson . (1972). Chemistry: Facts, Patterns, and Principles,. стр. 1972. ISBN 0-201-03779-3.. Addison-Wesley, London,
- Kohl AL & Nielsen R (1997). Gas Purification, (5th изд.). ISBN 0884152200.. Gulf Valley Publishing, Houston, Texas,
- Kolobov AV & Tominaga J (2012). Chalcogenides: Metastability and Phase Change Phenomena,. ISBN 978-3-642-28705-3.. Springer-Verlag, Heidelberg,
- Kolthoff IM & Elving PJ (1978). Treatise on Analytical Chemistry. Analytical Chemistry of Inorganic and Organic Compounds: Antimony, Arsenic, Boron, Carbon, Molybenum, Tungsten,. ISBN 0-471-49998-6.. Wiley Interscience, New York,
- Kondrat'ev SN & Mel'nikova SI. (1978). „Preparation and Various Characteristics of Boron Hydrogen Sulfates”. Russian Journal of Inorganic Chemistry. 23 (6): 805—807.
- Kopp JG, Lipták BG & Eren H 000, 'Magnetic Flowmeters', in BG Lipták (ed.), Instrument Engineers' Handbook, (4th изд.). ISBN 0-8493-1083-0.. vol. 1, Process Measurement and Analysis, CRC Press, Boca Raton, Florida, pp. 208–224,
- Korenman IM. (1959). „Regularities in Properties of Thallium”. Journal of General Chemistry of the USSR. 29 (2): 1366—90. ISSN 0022-1279.
- Kosanke KL, Kosanke BJ & Dujay RC 2002, 'Pyrotechnic Particle Morphologies—Metal Fuels'„Selected Pyrotechnic Publications of K.L. and B.J. Kosanke Part 5 (1998 through 2000),”. Journal of Pyrotechnics. ISBN 1-889526-13-4., Whitewater, CO,
- Kotz, J. C.; Treichel P & Weaver GC (2009). Chemistry and Chemical Reactivity, (7th изд.). ISBN 1-4390-4131-8.. Brooks/Cole, Belmont, California,
- Kozyrev PT 1959, 'Deoxidized Selenium and the Dependence of its Electrical Conductivity on Pressure. II', Physics of the Solid State, translation of the journal Solid State Physics (Fizika tverdogo tela) of the Academy of Sciences of the USSR, vol. 1, pp. 102–10
- Kraig, Robert E.; Roundy, David; Cohen, Marvin L. (2004). „A study of the mechanical and structural properties of polonium”. Solid State Communications. 129 (6): 411—13. Bibcode:2004SSCom.129..411K. doi:10.1016/j.ssc.2003.08.001.
- Krannich, Larry K.; Watkins, Charles L. (2005). „Arsenic: Organoarsenic Chemistry”. Encyclopedia of Inorganic Chemistry. ISBN 978-0-470-86078-6. doi:10.1002/0470862106.ia014.
- Kreith F & Goswami DY ,, ур. (2005). The CRC Handbook of Mechanical Engineering, (2nd изд.). Boca Raton, Florida. ISBN 0-8493-0866-6.
- Krishnan S, Ansell S, Felten J, Volin K & Price D. (1998). „Structure of Liquid Boron”. Physical Review Letters. 81 (3): 586—9. doi:10.1103/PhysRevLett.81.586.
- Kross B 2011, 'What's the melting point of steel?', Questions and Answers, Thomas Jefferson National Accelerator Facility, Newport News, VA
- Kudryavtsev, A. A. (1974). The Chemistry & Technology of Selenium and Tellurium,. ISBN 0-569-08009-6.. translated from the 2nd Russian edition and revised by EM Elkin, Collet's, London,
- Kugler HK & Keller C ,, ур. (1985). Gmelin Handbook of Inorganic and Organometallic chemistry, (8th изд.). ISBN 3-540-93516-9.. 'At, Astatine', system no. 8a, Springer-Verlag, Berlin,
- Ladd, M. (1999). Crystal Structures: Lattices and Solids in Stereoview,. ISBN 1-898563-63-2.. Horwood Publishing, Chichester,
- Le Bras M, Wilkie CA & Bourbigot S ,, ур. (2005). Fire Retardancy of Polymers: New Applications of Mineral Fillers. Royal Society of Chemistry. ISBN 0-85404-582-1.. Cambridge,
- Lee J, Lee EK, Joo W, Jang Y, Kim B, Lim JY, Choi S, Ahn SJ, Ahn JR, Park M, Yang C, Choi BL, Hwang S & Whang D. (2014). „Wafer-Scale Growth of Single-Crystal Monolayer Graphene on Reusable Hydrogen-Terminated Germanium”. Science. 344 (6181): 286—289. doi:10.1126/science.1252268.
- Legit D, Friák M & Šob M. (2010). „Phase Stability, Elasticity, and Theoretical Strength of Polonium from First Principles,”. Physical Review B,. 81: 214118—1—19. doi:10.1103/PhysRevB.81.214118.
- Lehto Y & Hou X (2011). Chemistry and Analysis of Radionuclides: Laboratory Techniques and Methodology,. ISBN 978-3-527-32658-7.. Wiley-VCH, Weinheim,
- Lewis, RJ (1993). Hawley's Condensed Chemical Dictionary, (12th изд.). ISBN 0-442-01131-8.. Van Nostrand Reinhold, New York,
- Li, XP (1990). „Properties of Liquid Arsenic: A Theoretical Study”. Physical Review B. 41 (12): 8392—406. doi:10.1103/PhysRevB.41.8392.
- Lide DR ,, ур. (2005). „Section 14, Geophysics, Astronomy, and Acoustics; Abundance of Elements in the Earth's Crust and in the Sea”. CRC Handbook of Chemistry and Physics, (85th изд.). CRC Press. стр. 14—17. ISBN 0-8493-0485-7., Boca Raton, FL,
- Lidin, R. A. (1996). Inorganic Substances Handbook,. ISBN 1-56700-065-7.. Begell House, New York,
- LindsjöM, Fischer A & Kloo L. (2004). „Sb8(GaCl4)2: Isolation of a Homopolyatomic Antimony Cation”. Angewandte Chemie. 116 (19): 2594—2597. doi:10.1002/ange.200353578.
- Lipscomb CA „Pyrotechnics in the '70's A Materials Approach” (PDF). 1972. Архивирано из оригинала (PDF) 24. 02. 2017. г. Приступљено 07. 11. 2020., Naval Ammunition Depot, Research and Development Department, Crane, IN
- Lister, M. W. (1965). Oxyacids,. Oldbourne Press., London
- Liu ZK, Jiang J, Zhou B, Wang ZJ, Zhang Y, Weng HM, Prabhakaran D, Mo S-K, Peng H, Dudin P, Kim T, Hoesch M, Fang Z, Dai X, Shen ZX, Feng DL, Hussain Z & Chen YL. (2014). „A Stable Three-dimensional Topological Dirac Semimetal Cd3As2”. Nature Materials,. 13: 677—681. doi:10.1038/nmat3990.
- Locke EG, Baechler RH, Beglinger E, Bruce HD, Drow JT, Johnson KG, Laughnan DG, Paul BH, Rietz RC, Saeman JF & Tarkow H 1956, 'Wood', in RE Kirk & DF Othmer (eds), Encyclopedia of Chemical Technology, vol. 15, The Interscience Encyclopedia, New York, pp. 72–102
- Löffler JF, Kündig AA & Dalla Torre FH , 'Rapid Solidification and Bulk Metallic Glasses—Processing and Properties,' in JR Groza, JF Shackelford, EJ Lavernia EJ & MT Powers (eds), Materials Processing Handbook,. Boca Raton: CRC Press. 2007. стр. 17–1–44,. ISBN 0-8493-3216-8.. Florida,
- Long GG & Hentz FC (1986). Problem Exercises for General Chemistry, (3rd изд.). ISBN 0-471-82840-8.. John Wiley & Sons, New York,
- Lovett, D. R. (1977). Semimetals & Narrow-Bandgap Semi-conductors,. ISBN 0-85086-060-1.. Pion, London,
- Lutz J, Schlangenotto H, Scheuermann U, De Doncker R (2011). Semiconductor Power Devices: Physics, Characteristics, Reliability. Springer-Verlag. ISBN 3-642-11124-6.. Berlin,
- Masters GM & Ela W (2008). Introduction to Environmental Engineering and Science, (3rd изд.). ISBN 978-0-13-148193-0.. Prentice Hall, Upper Saddle River, New Jersey,
- MacKay, K. M.; MacKay RA & Henderson W (2002). Introduction to Modern Inorganic Chemistry (6th изд.). ISBN 0-7487-6420-8.. Nelson Thornes, Cheltenham,
- MacKenzie, D. (2015). „Gas! Gas! Gas!”. New Scientist. 228 (3044): 34—37.
- Madelung, O. (2004). Semiconductors: Data Handbook, (3rd изд.). ISBN 978-3-540-40488-0.. Springer-Verlag, Berlin,
- Maeder, T. (2013). „Review of Bi2O3 Based Glasses for Electronics and Related Applications”. International Materials Reviews. 58 (1): 3‒40. doi:10.1179/1743280412Y.0000000010.
- Mahan, B. H. (1965). University Chemistry,.. Addison-Wesley, Reading, Massachusetts
- Mainiero C,2014, 'Picatinny chemist wins Young Scientist Award for work on smoke grenades', U.S. Army, Picatinny Public Affairs, 2 April, viewed 9 June 2017
- Manahan, S. E. (2001). Fundamentals of Environmental Chemistry, (2nd изд.). CRC Press. ISBN 1-56670-491-X., Boca Raton, Florida,
- Mann JB, Meek TL & Allen LC. (2000). „Configuration Energies of the Main Group Elements”. Journal of the American Chemical Society. 122 (12): 2780—3. doi:10.1021ja992866e Проверите вредност параметра |doi= (помоћ).
- Marezio M & Licci F , 'Strategies for Tailoring New Superconducting Systems', in X Obradors, F Sandiumenge & J Fontcuberta (eds), Applied Superconductivity 1999: Large scale applications,. 2000. ISBN 0-7503-0745-5.. volume 1 of Applied Superconductivity 1999: Proceedings of EUCAS 1999, the Fourth European Conference on Applied Superconductivity, held in Sitges, Spain, 14–17 September 1999, Institute of Physics, Bristol, pp. 11–16,
- MarkovićN, Christiansen C & Goldman AM. (1998). „Thickness-Magnetic Field Phase Diagram at the Superconductor-Insulator Transition in 2D”. Physical Review Letters. 81 (23): 5217—20. doi:10.1103/PhysRevLett.81.5217.
- Massey, A. G. (2000). Main Group Chemistry, (2nd изд.). ISBN 0-471-49039-3.. John Wiley & Sons, Chichester,
- Masterton WL & Slowinski EJ (1977). Chemical Principles, (4th изд.). ISBN 0-7216-6173-4.. W. B. Saunders, Philadelphia,
- Matula, RA (1979). „Electrical Resistivity of Copper, Gold, Palladium, and Silver,”. Journal of Physical and Chemical Reference Data. 8 (4): 1147—298. doi:10.1063/1.555614.
- McKee, D. W. (1984). „Tellurium—An Unusual Carbon Oxidation Catalyst”. Carbon. 22 (6): 513—516. doi:10.1016/0008-6223(84)90084-8.
- McMurray J & Fay RC (2009). General Chemistry: Atoms First,. ISBN 0-321-57163-0.. Prentice Hall, Upper Saddle River, New Jersey,
- McQuarrie DA & Rock PA (1987). General Chemistry, (3rd изд.). ISBN 0-7167-2169-4.. WH Freeman, New York,
- Mellor, J. W. (1964). A Comprehensive Treatise on Inorganic and Theoretical Chemistry,.. vol. 9, John Wiley, New York
- Mellor JW 1964a, A Comprehensive Treatise on Inorganic and Theoretical Chemistry, vol. 11, John Wiley, New York
- Mendeléeff DI 1897, The Principles of Chemistry, (5th изд.).. vol. 2, ., trans. G Kamensky, AJ Greenaway (ed.), Longmans, Green & Co., London
- Meskers CEM, Hagelüken C & Van Damme G , 'Green Recycling of EEE: Special and Precious Metal EEE', in SM Howard, P Anyalebechi & L Zhang (eds), Proceedings of Sessions and Symposia Sponsored by the Extraction and Processing Division (EPD) of The Minerals, Metals and Materials Society (TMS),. 2009. ISBN 978-0-87339-732-2.. held during the TMS 2009 Annual Meeting & Exhibition San Francisco, California, February 15–19, 2009, The Minerals, Metals and Materials Society, Warrendale, Pennsylvania, , pp. 1131–6
- Metcalfe, H. C.; Williams JE & Castka JF (1974). Modern Chemistry,. ISBN 0-03-089450-6.. Holt, Rinehart and Winston, New York,
- Meyer JS, Adams WJ, Brix KV, Luoma SM, Mount DR, Stubblefield WA & Wood CM, ур. (2005). „Toxicity of Dietborne Metals to Aquatic Organisms”. Proceedings from Theston Workshop on Toxicity of Dietborne Metals to Aquatic Organisms. 27: ll. ISBN 1-880611-70-8. July–1 August 2002, Fairmont Hot Springs, British Columbia, Canada, Society of Environmental Toxicology and Chemistry, Pensacola, Florida,
- Mhiaoui, Souad; Sar, Frédéric; Gasser, Jean-Georges (2003). „Influence of the history of a melt on the electrical resistivity of cadmium–antimony liquid alloys”. Intermetallics. 11 (11–12): 1377—82. doi:10.1016/j.intermet.2003.09.008.
- Miller GJ, Lee C & Choe W , 'Structure and Bonding Around the Zintl border', in G Meyer, D Naumann & L Wesermann (eds), Inorganic chemistry highlights,. 2002. стр. 21—53. ISBN 3-527-30265-4.. Wiley-VCH, Weinheim,
- Millot, F.; Rifflet, J. C.; Sarou-Kanian, V.; Wille, G. (2002). „High-Temperature Properties of Liquid Boron from Contactless Techniques”. International Journal of Thermophysics. 23 (5): 1185—95. doi:10.1023/A:1019836102776.
- Mingos, DMP (1998). Essential Trends in Inorganic Chemistry,. ISBN 0-19-850108-0.. Oxford University, Oxford,
- Moeller, T. (1954). Inorganic Chemistry: An Advanced Textbook,.. John Wiley & Sons, New York
- Mokhatab S & Poe WA (2012). Handbook of Natural Gas Transmission and Processing, (2nd изд.). ISBN 9780123869142.. Elsevier, Kidlington, Oxford,
- Molina-Quiroz, Roberto C.; Muñoz-Villagrán, Claudia M.; de la Torre, Erick; Tantaleán, Juan C.; Vásquez, Claudio C.; Pérez-Donoso, José M. „Enhancing the Antibiotic Antibacterial Effect by Sub Lethal Tellurite Concentrations: Tellurite and Cefotaxime Act Synergistically in Escherichia coli”. PLOS ONE. 7 (4): e35452. Bibcode:2012PLoSO...735452M. PMC 3334966 . PMID 22536386. doi:10.1371/journal.pone.0035452 .
- Monconduit L, Evain M, Boucher F, Brec R & Rouxel J. (1992). „Short Te ... Te Bonding Contacts in a New Layered Ternary Telluride: Synthesis and crystal structure of 2D Nb3GexTe6 (x ≃ 0.9)”. Zeitschrift für Anorganische und Allgemeine Chemie. 616 (10): 177—182. doi:10.1002/zaac.19926161028.
- Moody, B. (1991). Comparative Inorganic Chemistry, (3rd изд.). ISBN 0-7131-3679-0.. Edward Arnold, London,
- Moore LJ, Fassett JD, Travis JC, Lucatorto TB & Clark CW. (1985). „Resonance-Ionization Mass Spectrometry of Carbon”. Journal of the Optical Society of America B. 2 (9): 1561—5. doi:10.1364/JOSAB.2.001561.
- Moore, JE (2010). „The Birth of Topological Insulators,”. Nature,. 464: 194—198. doi:10.1038/nature08916.
- Moore, J. E. (2011). Topological insulators.. IEEE Spectrum, viewed 15 December 2014
- Moore, J. T. (2011). Chemistry for Dummies, (2nd изд.). ISBN 1-118-09292-9.. John Wiley & Sons, New York,
- Moore NC 2014, '45-year Physics Mystery Shows a Path to Quantum Transistors', Michigan News, viewed 17 December 2014
- Morgan, W. C. (1906). Qualitative Analysis as a Laboratory Basis for the Study of General Inorganic Chemistry,.. The Macmillan Company, New York
- Morita, A. (1986). „Semiconducting Black Phosphorus”. Journal of Applied Physics A. 39 (4): 227—42. doi:10.1007/BF00617267.
- Moss, T. S. (1952). Photoconductivity in the Elements,.. London, Butterworths
- Muncke J „Antimony Migration from PET: New Study Investigates Extent of Antimony Migration from Polyethylene Terephthalate (PET) Using EU Migration Testing Rules”. 2013. Архивирано из оригинала 31. 03. 2016. г. Приступљено 07. 11. 2020., Food Packaging Forum, April 2
- Murray JF 1928, 'Cable-Sheath Corrosion', Electrical World, vol. 92, Dec 29, pp. 1295–7, ISSN 0013-4457
- Nagao T, Sadowski1JT, Saito M, Yaginuma S, Fujikawa Y, Kogure T, Ohno T, Hasegawa Y, Hasegawa S & Sakurai T. (2004). „Nanofilm Allotrope and Phase Transformation of Ultrathin Bi Film on Si(111)-7×7”. Physical Review Letters. 93 (10): 105501—1—4. doi:10.1103/PhysRevLett.93.105501.
- Neuburger MC 1936, 'Gitterkonstanten für das Jahr 1936' (in German), Zeitschrift für Kristallographie, vol. 93, pp. 1–36, ISSN 0044-2968
- Nickless, G. (1968). Inorganic Sulphur Chemistry,.. Elsevier, Amsterdam
- Nielsen, FH (1998). „Ultratrace Elements in Nutrition: Current Knowledge and Speculation”. The Journal of Trace Elements in Experimental Medicine. 11: 251—74. doi:10.1002/(SICI)1520-670X(1998)11:2/3<251::AID-JTRA15>3.0.CO;2-Q.
- NIST (National Institute of Standards and Technology) 2010, Ground Levels and Ionization Energies for Neutral Atoms, by WC Martin, A Musgrove, S Kotochigova & JE Sansonetti, viewed 8 February 2013
- National Research Council (1984). The Competitive Status of the U.S. Electronics Industry: A Study of the Influences of Technology in Determining International Industrial Competitive Advantage. National Academy Press. ISBN 0-309-03397-7.. Washington, DC,
- New Scientist 1975, 'Chemistry on the Islands of Stability', 11 Sep, p. 574, ISSN 1032-1233
- New Scientist „Colour-changing metal to yield thin, flexible displays”. 223 (2977). 2014.
- Oderberg, DS (2007). Real Essentialism,. ISBN 1-134-34885-1.. Routledge, New York,
- Oxford English Dictionary (2nd изд.). 1989. ISBN 0-19-861213-3.. Oxford University, Oxford,
- Oganov, Artem R.; Chen, Jiuhua; Gatti, Carlo; Ma, Yanzhang; Ma, Yanming; Glass, Colin W.; Liu, Zhenxian; Yu, Tony; Kurakevych, Oleksandr O.; Solozhenko, Vladimir L. (2009). „Ionic high-pressure form of elemental boron”. Nature. 457 (7231): 863—8. Bibcode:2009Natur.457..863O. arXiv:0911.3192 . doi:10.1038/nature07736.
- Oganov AR , 'Boron Under Pressure: Phase Diagram and Novel High Pressure Phase,' in N Ortovoskaya N & L Mykola L (eds), Boron Rich Solids: Sensors, Ultra High Temperature Ceramics, Thermoelectrics, Armor,. 2010. стр. 207—25. ISBN 90-481-9823-2.. Springer, Dordrecht,
- Ogata, Shigenobu; Li, Ju; Yip, Sidney (октобар 2002). „'Ideal Pure Shear Strength of Aluminium and Copper'” (PDF). Science. 298 (5594): 807—811. Bibcode:2002Sci...298..807O. PMID 12399585. doi:10.1126/science.1076652.
- O'Hare D (1997). „Inorganic intercalation compounds”.  Ур.: DW Bruce & D O'Hare. Inorganic materials (2nd изд.). Chichester: John Wiley & Sons. стр. 171—254. ISBN 0-471-96036-5.
- Okajima, Yasuhiro; Shimoji, Mitsuo (1972). „Viscosity of Dilute Amalgams”. Transactions of the Japan Institute of Metals. 13 (4): 255—8. ISSN 0021-4434. doi:10.2320/matertrans1960.13.255.
- Oldfield, J. E.; Allaway, W. H.; Laitinen, HA; HW Lakin & OH Muth (1974). „Tellurium”. Geochemistry and the Environment. Volume. ISBN 0-309-02223-1.1: The Relation of Selected Trace Elements to Health and Disease, US National Committee for Geochemistry, Subcommittee on the Geochemical Environment in Relation to Health and Disease, National Academy of Sciences, Washington,
- Oliwenstein L „'Caltech-Led Team Creates Damage-Tolerant Metallic Glass'”. 2011. Архивирано из оригинала 09. 05. 2013. г., California Institute of Technology, 12 January, viewed 8 February 2013
- Olmsted J & Williams GM (1997). Chemistry, the Molecular Science (2nd изд.). ISBN 0-8151-8450-6.. Wm C Brown, Dubuque, Iowa,
- Office, Ordnance (1863). The Ordnance Manual for the use of the Officers of the Confederate States Army, (1st изд.).. Evans & Cogswell, Charleston, SC
- Orton, J. W. (2004). The Story of Semiconductors,. ISBN 0-19-853083-8.. Oxford University, Oxford,
- Owen SM & Brooker AT (1991). A Guide to Modern Inorganic Chemistry,. ISBN 0-582-06439-2.. Longman Scientific & Technical, Harlow, Essex,
- Oxtoby, D. W.; Gillis HP & Campion A (2008). Principles of Modern Chemistry (6th изд.). ISBN 0-534-49366-1.. Thomson Brooks/Cole, Belmont, California,
- Pan, Kuan; Fu, Yi-Chang; Huang, Teh-Shoon (1964). „Polarographic Behavior of Germanium(II)-Perchlorate in Perchloric Acid Solutions”. Journal of the Chinese Chemical Society. 11 (4): 176—184. doi:10.1002/jccs.196400020.
- Parise JB, Tan K, Norby P, Ko Y & Cahill C. (1996). „Examples of Hydrothermal Titration and Real Time X-ray Diffraction in the Synthesis of Open Frameworks”. MRS Proceedings. 453: 103—14. doi:10.1557/PROC-453-103.
- Parish, R. V. (1977). The Metallic Elements,. ISBN 0-582-44278-8.. Longman, London,
- Parkes GD & Mellor JW 1943, Mellor's Nodern Inorganic Chemistry, Longmans, Green and Co., London
- Parry, R. W.; Steiner, L. E.; Tellefsen RL & Dietz PM (1970). Chemistry: Experimental Foundations,. ISBN 0-7253-0100-7.. Prentice-Hall/Martin Educational, Sydney,
- Partington (1944). A Text-book of Inorganic Chemistry, (5th изд.).. Macmillan, London
- Pashaey BP & Seleznev VV. (1973). „Magnetic Susceptibility of Gallium-Indium Alloys in Liquid State”. Russian Physics Journal. 16 (4): 565—6. doi:10.1007/BF00890855.
- Patel, M. R. (2012). Introduction to Electrical Power and Power Electronics. CRC Press. ISBN 978-1-4665-5660-7., Boca Raton,
- Paul RC, Puri JK, Sharma RD & Malhotra KC. (1971). „Unusual Cations of Arsenic”. Inorganic and Nuclear Chemistry Letters. 7 (8): 725—728. doi:10.1016/0020-1650(71)80079-X.
- Pauling L (1988). General Chemistry. Dover Publications. ISBN 0-486-65622-5.. New York,
- Pearson, W. B. (1972). The Crystal Chemistry and Physics of Metals and Alloys,. ISBN 0-471-67540-7.. Wiley-Interscience, New York,
- Perry, D. L. (2011). Handbook of Inorganic Compounds, (2nd изд.). CRC Press. ISBN 9781439814611., Boca Raton, Florida,
- Peryea FJ „'Historical Use of Lead Arsenate Insecticides, Resulting Soil Contamination and Implications for Soil Remediation, Proceedings'”. 1998. Архивирано из оригинала 07. 12. 2008. г., 16th World Congress of Soil Science, Montpellier, France, 20–26 August
- Phillips CSG & Williams RJP (1965). Inorganic Chemistry, I: Principles and Non-metals,. Clarendon Press., Oxford
- Pinkerton, J. (1800). Petralogy. A Treatise on Rocks,.. vol. 2, White, Cochrane, and Co., London
- Poojary DM, Borade RB & Clearfield A. (1993). „Structural Characterization of Silicon Orthophosphate”. Inorganica Chimica Acta. 208 (1): 23—9. doi:10.1016/S0020-1693(00)82879-0.
- Pourbaix, M. (1974). Atlas of Electrochemical Equilibria in Aqueous Solutions,. ISBN 0-915567-98-9.. 2nd English edition, National Association of Corrosion Engineers, Houston,
- Powell, H. M.; Brewer, F. M. (1938). „35. The structure of germanous iodide”. Journal of the Chemical Society: 197—198. doi:10.1039/JR9380000197.
- Powell, P. (1988). Principles of Organometallic Chemistry,. ISBN 0-412-42830-X.. Chapman and Hall, London,
- Prakash GKS & Schleyer PvR ,, ур. (1997). Stable Carbocation Chemistry. John Wiley & Sons. ISBN 0-471-59462-8.. New York,
- Prudenziati M , IV. 'Characterization of Localized States in β-Rhombohedral Boron'. VI Matkovich, ур. (1977). Boron and Refractory Borides,. стр. 241—61. ISBN 0-387-08181-X.. Springer-Verlag, Berlin,
- Puddephatt RJ & Monaghan PK (1989). The Periodic Table of the Elements, (2nd изд.). ISBN 0-19-855516-4.. Oxford University, Oxford,
- Pyykkö, Pekka (2012). „Relativistic Effects in Chemistry: More Common Than You Thought”. Annual Review of Physical Chemistry. 63-64 (56): 45—64. Bibcode:2012ARPC...63...45P. doi:10.1146/annurev-physchem-032511-143755.
- Rao CNR & Ganguly P. (1986). „A New Criterion for the Metallicity of Elements”. Solid State Communications. 57 (1): 5—6. doi:10.1016/0038-1098(86)90659-9.
- Rao, KY (2002). Structural Chemistry of Glasses. Oxford: Elsevier. ISBN 0-08-043958-6.
- Rausch, MD (1960). „Cyclopentadienyl Compounds of Metals and Metalloids”. Journal of Chemical Education. 37 (11): 568—78. doi:10.1021/ed037p568.
- Rayner-Canham G & Overton T (2006). Descriptive Inorganic Chemistry, (4th изд.). ISBN 0-7167-8963-9.. WH Freeman, New York,
- Rayner-Canham G (2011). „Isodiagonality in the Periodic Table”. Foundations of chemistry. 13 (2): 121—9. doi:10.1007/s10698-011-9108-y.
- Reardon M 2005, 'IBM Doubles Speed of Germanium chips', CNET News, August 4, viewed 27 December 2013
- Regnault, M. V. (1853). Elements of Chemistry,. 1 (2nd изд.).. Clark & Hesser, Philadelphia
- Reilly C (2002). Metal Contamination of Food. Blackwell Science. ISBN 0-632-05927-3.. Oxford,
- Reilly (2004). The Nutritional Trace Metals. Blackwell. ISBN 1-4051-1040-6.. Oxford,
- Restrepo G, Mesa H, Llanos EJ & Villaveces JL. (2004). „Topological Study of the Periodic System”. Journal of Chemical Information and Modelling. 44 (1): 68—75. doi:10.1021/ci034217z.
- Restrepo, Guillermo; Llanos, Eugenio J.; Mesa, Héber (2006). „Topological Space of the Chemical Elements and its Properties”. Journal of Mathematical Chemistry. 39 (2): 401—16. doi:10.1007/s10910-005-9041-1.
- Řezanka T & Sigler K. (2008). „Biologically Active Compounds of Semi-Metals”. Studies in Natural Products Chemistry,. 35: 585—606. doi:10.1016/S1572-5995(08)80018-X.
- Richens, D. T. (1997). The Chemistry of Aqua Ions,. ISBN 0-471-97058-1.. John Wiley & Sons, Chichester,
- Rochow, E. G. (1957). The Chemistry of Organometallic Compounds,.. John Wiley & Sons, New York
- Rochow, E. G. (1966). The Metalloids,.. DC Heath and Company, Boston
- Rochow EG , 'Silicon', in JC Bailar, HJ Emeléus, R Nyholm & AF Trotman-Dickenson (eds), Comprehensive Inorganic Chemistry. 1973. ISBN 0-08-015655-X.. vol. 1, Pergamon, Oxford, pp. 1323–1467,
- Rochow, E. G. (1977). Modern Descriptive Chemistry,. Philadelphia: Saunders. ISBN 0-7216-7628-6.
- Rodgers, G. (2011). Descriptive Inorganic, Coordination, & Solid-state Chemistry,. Belmont, CA: Brooks/Cole. ISBN 0-8400-6846-8.
- Roher, GS (2001). Structure and Bonding in Crystalline Materials. Cambridge: Cambridge University Press. ISBN 0-521-66379-2.
- Rossler K 1985, 'Handling of Astatine', pp. 140–56, in Kugler & Keller
- Rothenberg, G. B. (1976). Glass Technology, Recent Developments,. ISBN 0-8155-0609-0.. Noyes Data Corporation, Park Ridge, New Jersey,
- Roza G (2009). Bromine. Rosen Publishing. ISBN 1-4358-5068-8.. New York,
- Rupar PA, Staroverov VN & Baines KM. (2008). „A Cryptand-Encapsulated Germanium(II) Dication”. Science. 322 (5906): 1360—1363. doi:10.1126/science.1163033.
- Russell AM & Lee KL (2005). Structure-Property Relations in Nonferrous Metals. Wiley-Interscience. ISBN 0-471-64952-X.. New York,
- Russell, M. S. (2009). The Chemistry of Fireworks, (2nd изд.). ISBN 978-0-85404-127-5.. Royal Society of Chemistry,
- Sacks MD , 'Mullitization Behavior of Alpha Alumina Silica Microcomposite Powders', in AP Tomsia & AM Glaeser (eds), Ceramic Microstructures: Control at the Atomic Level,. 1998. ISBN 0-306-45817-9.. proceedings of the International Materials Symposium on Ceramic Microstructures '96: Control at the Atomic Level, June 24–27, 1996, Berkeley, CA, Plenum Press, New York, pp. 285–302,
- CG, Salentine (1987). „Synthesis, Characterization, and Crystal Structure of a New Potassium Borate, KB3O5•3H2O”. Inorganic Chemistry. 26 (1): 128—32. doi:10.1021/ic00248a025.
- Samsonov, G. V. (1968). Handbook of the Physiochemical Properties of the Elements,.. I F I/Plenum, New York
- Savvatimskiy, AI (2005). „Measurements of the Melting Point of Graphite and the Properties of Liquid Carbon (a review for 1963–2003)”. Carbon. 43 (6): 1115—42. doi:10.1016/j.carbon.2004.12.027.
- Savvatimskiy, AI (2009). „Experimental Electrical Resistivity of Liquid Carbon in the Temperature Range from 4800 to ~20,000 K”. Carbon. 47 (10): 2322—8. doi:10.1016/j.carbon.2009.04.009.
- Schaefer JC 1968, 'Boron' in CA Hampel (ed.), The Encyclopedia of the Chemical Elements, Reinhold, New York, pp. 73–81
- Schauss, AG (1991). „Nephrotoxicity and Neurotoxicity in Humans from Organogermanium Compounds and Germanium Dioxide”. Biological Trace Element Research. 29 (3): 267—80. doi:10.1007/BF03032683.
- Schmidbaur H & Schier A. (2008). „A Briefing on Aurophilicity,”. Chemical Society Reviews,. 37: 1931—51. doi:10.1039/B708845K.
- Schroers, J. (2013). „Bulk Metallic Glasses”. Physics Today. 66 (2): 32—7. doi:10.1063/PT.3.1885.
- Schwab GM & Gerlach J 1967„The Reaction of Germanium with Molybdenum(VI) Oxide in the Solid State”. Zeitschrift für Physikalische Chemie,. 56: 121—132. doi:10.1524/zpch.1967.56.3_4.121.
- Schwartz, M. M. (2002). Encyclopedia of Materials, Parts, and Finishes, (2nd изд.). CRC Press. ISBN 1-56676-661-3., Boca Raton, Florida,
- Schwietzer GK and Pesterfield LL (2010). The Aqueous Chemistry of the Elements,. ISBN 0-19-539335-X.. Oxford University, Oxford,
- ScienceDaily 2012, 'Recharge Your Cell Phone With a Touch? New nanotechnology converts body heat into power', February 22, viewed 13 January 2013
- Scott EC & Kanda FA (1962). The Nature of Atoms and Molecules: A General Chemistry,.. Harper & Row, New York
- Secrist JH & Powers WH (1966). General Chemistry,.. D. Van Nostrand, Princeton, New Jersey
- Segal, B. G. (1989). Chemistry: Experiment and Theory, (2nd изд.). ISBN 0-471-84929-4.. John Wiley & Sons, New York,
- Sekhon, B. S. (2012). „Metalloid Compounds as Drugs”. Research in Pharmaceutical Sciences. 8 (3): 145—58. ISSN 1735-9414.
- Sequeira CAC , 'Copper and Copper Alloys'. R Winston Revie, ур. (2011). Uhlig's Corrosion Handbook, (3rd изд.). стр. 757—86. ISBN 1-118-11003-X.. John Wiley & Sons, Hoboken, New Jersey,
- Sharp, DWA (1981). „Metalloids”. Miall's Dictionary of Chemistry, (5th изд.). ISBN 0-582-35152-9.. Longman, Harlow,
- Sharp, DWA (1983). The Penguin Dictionary of Chemistry, (2nd изд.). ISBN 0-14-051113-X.. Harmondsworth, Middlesex,
- Shelby, J. E. (2005). Introduction to Glass Science and Technology, (2nd изд.). ISBN 0-85404-639-9.. Royal Society of Chemistry, Cambridge,
- Sidgwick, N. V. (1950). The Chemical Elements and Their Compounds,.. vol. 1, Clarendon, Oxford
- Siebring, B. R. (1967). Chemistry,.. MacMillan, New York
- Siekierski S & Burgess J (2002). Concise Chemistry of the Elements,. ISBN 1-898563-71-3.. Horwood, Chichester,
- Silberberg, M. S. (2006). Chemistry: The Molecular Nature of Matter and Change, (4th изд.). ISBN 0-07-111658-3.. McGraw-Hill, New York,
- Simple Memory Art c. (2005), Periodic Table, EVA vinyl shower curtain, San Francisco
- Skinner GRB, Hartley CE, Millar D & Bishop E. (1979). „Possible Treatment for Cold Sores,”. British Medical Journal. 2 (6192): 704. doi:10.1136/bmj.2.6192.704.
- Slade S (2006). Elements and the Periodic Table. The Rosen Publishing Group. ISBN 1-4042-2165-4.. New York,
- Science Learning Hub 2009, 'The Essential Elements', „The University of Waikato”. Архивирано из оригинала 18. 07. 2014. г. Приступљено 07. 11. 2020., viewed 16 January 2013
- Smith, D. W. (1990). Inorganic Substances: A Prelude to the Study of Descriptive Inorganic Chemistry,. ISBN 0-521-33738-0.. Cambridge University, Cambridge,
- Smith, R. (1994). Conquering Chemistry, (2nd изд.). ISBN 0-07-470146-0.. McGraw-Hill, Sydney,
- Smith, Allan H.; Marshall, Guillermo; Yuan, Yan; Steinmaus, Craig; Liaw, Jane; Smith, Martyn T.; Wood, Lily; Heirich, Marissa; Fritzemeier, Rebecca M.; Pegram, Mark D.; Ferreccio, Catterina (2014). „Rapid Reduction in Breast Cancer Mortality with Inorganic Arsenic in Drinking Water”. eBioMedicine. 1: 58—63. doi:10.1016/j.ebiom.2014.10.005.
- Sneader, W. (2005). Drug Discovery: A History,. ISBN 0-470-01552-7.. John Wiley & Sons, New York,
- Snyder, M. K. (1966). Chemistry: Structure and Reactions,.. Holt, Rinehart and Winston, New York
- Soverna S 2004, 'Indication for a Gaseous Element 112', in U Grundinger (ed.), GSI Scientific Report 2003, GSI Report 2004–1, p. 187, ISSN 0174-0814
- Steele, D. (1966). The Chemistry of the Metallic Elements,. Pergamon Press., Oxford
- Stein, L. (1985). „New Evidence that Radon is a Metalloid Element: Ion-Exchange Reactions of Cationic Radon”. Journal of the Chemical Society, Chemical Communications,. 22: 1631—2. doi:10.1039/C39850001631.
- Stein L , 'Chemical Properties of Radon' in PK Hopke (ed.) 1987, Radon and its Decay products: Occurrence, Properties, and Health Effects,. 1987. стр. 240—51. ISBN 0-8412-1015-2.. American Chemical Society, Washington DC,
- Steudel, R. (1977). Chemistry of the Non-metals: With an Introduction to atomic Structure and Chemical Bonding,. ISBN 3-11-004882-5.. Walter de Gruyter, Berlin,
- Steurer W , 'Crystal Structures of the Elements' in JW Marin (ed.), Concise Encyclopedia of the Structure of Materials,. 2007. стр. 127—45. ISBN 0-08-045127-6.. Elsevier, Oxford,
- Stevens SD & Klarner A (1990). Deadly Doses: A Writer's Guide to Poisons. Writer. ISBN 0-89879-371-8.'s Digest Books, Cincinnati, Ohio,
- Stoker, HS (2010). General, Organic, and Biological Chemistry (5th изд.). ISBN 0-495-83146-8.. Brooks/Cole, Cengage Learning, Belmont California,
- Stott, R. W. (1956). A Companion to Physical and Inorganic Chemistry,.. Longmans, Green and Co., London
- Stuke J , 'Optical and Electrical Properties of Selenium', in RA Zingaro & WC Cooper (eds), Selenium,. 1974. стр. 174—297. ISBN 0-442-29575-8.. Van Nostrand Reinhold, New York,
- Swalin, R. A. (1962). Thermodynamics of Solids,.. John Wiley & Sons, New York
- Swift EH & Schaefer WP (1962). Qualitative Elemental Analysis,.. WH Freeman, San Francisco
- Swink LN & Carpenter GB. (1966). „The Crystal Structure of Basic Tellurium Nitrate, Te2O4•HNO3”. Acta Crystallographica. 21 (4): 578—83. doi:10.1107/S0365110X66003487.
- Szpunar J, Bouyssiere B & Lobinski R , 'Advances in Analytical Methods for Speciation of Trace Elements in the Environment', in AV Hirner & H Emons (eds), Organic Metal and Metalloid Species in the Environment: Analysis, Distribution Processes and Toxicological Evaluation,. 2004. стр. 17—40. ISBN 3-540-20829-1.. Springer-Verlag, Berlin,
- Taguena-Martinez J, Barrio RA & Chambouleyron I , 'Study of Tin in Amorphous Germanium', in JA Blackman & J Tagüeña (eds), Disorder in Condensed Matter Physics: A Volume in Honour of Roger Elliott,. Oxford: Clarendon Press. 1991. стр. 139—44. ISBN 0-19-853938-X.
- Taniguchi M, Suga S, Seki M, Sakamoto H, Kanzaki H, Akahama Y, Endo S, Terada S & Narita S 1984, 'Core-Exciton Induced Resonant Photoemission in the Covalent Semiconductor Black Phosphorus', Solid State Communications, vo1. 49, no. 9, pp. 867–70
- Tao SH & Bolger PM. (1997). „Hazard Assessment of Germanium Supplements”. Regulatory Toxicology and Pharmacology. 25 (3): 211—19. doi:10.1006/rtph.1997.1098.
- Taylor, M. D. (1960). First Principles of Chemistry,.. D. Van Nostrand, Princeton, New Jersey
- Thayer, JS (1977). „Teaching Bio-Organometal Chemistry. I. The Metalloids”. Journal of Chemical Education. 54 (10): 604—6. doi:10.1021/ed054p604.
- The Economist 2012, 'Phase-Change Memory: Altered States', Technology Quarterly, September 1
- The American Heritage Science Dictionary 2005. Houghton Mifflin Harcourt. ISBN 0-618-45504-3.. Boston,
- The Chemical News 1897, 'Notices of Books: A Manual of Chemistry, Theoretical and Practical, by WA Tilden'. 75  (1951):  189
- Thomas S & Visakh PM (2012). Handbook of Engineering and Speciality Thermoplastics: Volume 3: Polyethers and Polyesters,. ISBN 0470639261.. John Wiley & Sons, Hoboken, New Jersey,
- Tilden, W. A. (1876). Introduction to the Study of Chemical Philosophy,.. D. Appleton and Co., New York
- Timm, J. A. (1944). General Chemistry,.. McGraw-Hill, New York
- Tyler Miller G (1987). Chemistry: A Basic Introduction, (4th изд.). ISBN 0-534-06912-6.. Wadsworth Publishing Company, Belmont, California,
- Togaya M , 'Electrical Resistivity of Liquid Carbon at High Pressure', in MH Manghnani, W Nellis & MF.Nicol (eds), Science and Technology of High Pressure. 2000. ISBN 81-7371-339-1.. proceedings of AIRAPT-17, Honolulu, Hawaii, 25–30 July 1999, vol. 2, Universities Press, Hyderabad, pp. 871–4,
- Tom LWC, Elden LM & Marsh RR , 'Topical antifungals', in PS Roland & JA Rutka, Ototoxicity,. 2004. стр. 134—9. ISBN 1-55009-263-4.. BC Decker, Hamilton, Ontario,
- Tominaga J , 'Application of Ge–Sb–Te Glasses for Ultrahigh Density Optical Storage'. AV Kolobov, ур. (2006). Photo-Induced Metastability in Amorphous Semiconductors,. стр. 327—7. ISBN 3-527-60866-4.. Wiley-VCH,
- Toy, A. D. (1975). The Chemistry of Phosphorus,. ISBN 0-08-018780-3.. Pergamon, Oxford,
- Träger F (2007). Springer Handbook of Lasers and Optics,. ISBN 978-0-387-95579-7.. Springer, New York,
- Traynham, JG (1989). „Carbonium Ion: Waxing and Waning of a Name”. Journal of Chemical Education. 63 (11): 930—3. doi:10.1021/ed063p930.
- Trivedi Y, Yung E & Katz DS , 'Imaging in Fever of Unknown Origin'. BA Cunha, ур. (2013). Fever of Unknown Origin,. стр. 209—228. ISBN 0-8493-3615-5.. Informa Healthcare USA, New York,
- Turner M 2011, 'German E. Coli Outbreak Caused by Previously Unknown Strain', Nature News, 2 Jun. . doi:10.1038/news.2011.345. Недостаје или је празан параметар |title= (помоћ)
- Turova, N. (2011). Inorganic Chemistry in Tables,. ISBN 978-3-642-20486-9.. Springer, Heidelberg,
- Tuthill G „'Faculty profile: Elements of Great Teaching'”. 2011. Архивирано из оригинала 12. 08. 2020. г. Приступљено 07. 11. 2020., The Iolani School Bulletin, Winter, viewed 29 October 2011
- Tyler, P. M. (1948). From the Ground Up: Facts and Figures of the Mineral Industries of the United States,.. McGraw-Hill, New York
- UCR Today 2011, 'Research Performed in Guy Bertrand's Lab Offers Vast Family of New Catalysts for use in Drug Discovery, Biotechnology', University of California, Riverside, July 28
- Uden PC , 'Speciation of Selenium,' in R Cornelis, J Caruso, H Crews & K Heumann (eds), Handbook of Elemental Speciation II: Species in the Environment, Food, Medicine and Occupational Health,. 2005. стр. 346—65. ISBN 0-470-85598-3.. John Wiley & Sons, Chichester,
- United Nuclear Scientific 2014, 'Disk Sources, Standard', viewed 5 April 2014
- US Bureau of Naval Personnel (1965). Shipfitter 3 & 2,.. US Government Printing Office, Washington
- US Environmental Protection Agency (1988). Ambient Aquatic Life Water Quality Criteria for Antimony (III),.. draft, Office of Research and Development, Environmental Research Laboratories, Washington
- University of Limerick „'Researchers make breakthrough in battery technology”. 2014. Архивирано из оригинала 02. 03. 2014. г.,' 7 February, viewed 2 March 2014
- University of Utah (2014), New 'Topological Insulator' Could Lead to Superfast Computers, Спољашња веза у |title= (помоћ) Phys.org, viewed 15 December 2014
- Van Muylder J & Pourbaix M 1974, 'Arsenic'. M Pourbaix (ур.). Atlas of Electrochemical Equilibria in Aqueous Solutions, (2nd изд.).. National Association of Corrosion Engineers, Houston
- Van der Put PJ (1998). The Inorganic Chemistry of Materials: How to Make Things Out of Elements,. ISBN 0-306-45731-8.. Plenum, New York,
- Van Setten MJ, Uijttewaal MA, de Wijs GA & Groot RA. „'Thermodynamic Stability of Boron: The Role of Defects and Zero Point Motion'” (PDF). Journal of the American Chemical Society. 129 (9): 2458—65. 2007. doi:10.1021/ja0631246. Архивирано из оригинала (PDF) 26. 04. 2012. г. Приступљено 07. 11. 2020.
- Vasáros L & Berei K 1985, 'General Properties of Astatine', pp. 107–28, in Kugler & Keller
- Vernon, RE (2013). „Which Elements Are Metalloids?”. Journal of Chemical Education. 90 (12): 1703—1707. doi:10.1021/ed3008457.
- Walker P & Tarn WH (1996). CRC Handbook of Metal Etchants,. ISBN 0849336236.. Boca Raton, FL,
- Walters, D. (1982). Chemistry,. ISBN 0-531-04581-1.. Franklin Watts Science World series, Franklin Watts, London,
- Wang Y & Robinson GH. (2011). „Building a Lewis Base with Boron”. Science. 333 (6042): 530—531. doi:10.1126/science.1209588.
- Wang, W.H; Dong, C; Shek, C.H (2004). „Bulk metallic glasses”. Materials Science and Engineering: R: Reports. 44 (2–3): 45—89. doi:10.1016/j.mser.2004.03.001.
- Warren J & Geballe T. (1981). „Research Opportunities in New Energy-Related Materials”. Materials Science and Engineering. 50 (2): 149—98. doi:10.1016/0025-5416(81)90177-4.
- Weingart, G. W. (1947). Pyrotechnics, (2nd изд.).. Chemical Publishing Company, New York
- Wells, A. F. (1984). Structural Inorganic Chemistry, (5th изд.). ISBN 0-19-855370-6.. Clarendon, Oxford,
- Whitten, K. W.; Davis, R. E.; Peck LM & Stanley GG (2007). Chemistry, (8th изд.). ISBN 0-495-01449-4.. Thomson Brooks/Cole, Belmont, California,
- Wiberg N (2001). Inorganic Chemistry. Academic Press. ISBN 0-12-352651-5.. San Diego,
- Wilkie CA & Morgan AB (2009). Fire Retardancy of Polymeric Materials,. CRC Press. ISBN 1-4200-8399-6., Boca Raton, Florida,
- Witt AF & Gatos HC 1968, 'Germanium', in CA Hampel (ed.), The Encyclopedia of the Chemical Elements, Reinhold, New York, pp. 237–44
- Wogan T 2014, "First experimental evidence of a boron fullerene", Chemistry World, 14 July
- Woodward, W. E. (1948). Engineering Metallurgy,.. Constable, London
- WPI-AIM (World Premier Institute – Advanced Institute for Materials Research) 2012, 'Bulk Metallic Glasses: An Unexpected Hybrid', AIMResearch, Tohoku University, Sendai, Japan, 30 April
- Wulfsberg G (2000). Inorganic Chemistry. University Science Books. ISBN 1-891389-01-7.. Sausalito California,
- Xu, Yang; Miotkowski, Ireneusz; Liu, Chang; Tian, Jifa; Nam, Hyoungdo; Alidoust, Nasser; Hu, Jiuning; Shih, Chih-Kang; Hasan, M. Zahid; Chen, Yong P. (2014). „Observation of topological surface state quantum Hall effect in an intrinsic three-dimensional topological insulator”. Nature Physics. 10 (12): 956—963. Bibcode:2014NatPh..10..956X. arXiv:1409.3778 . doi:10.1038/nphys3140.
- Yacobi BG & Holt DB (1990). Cathodoluminescence Microscopy of Inorganic Solids,. ISBN 0-306-43314-1.. Plenum, New York,
- Yang K, Setyawan W, Wang S, Nardelli MB & Curtarolo S. (2012). „A Search Model for Topological Insulators with High-throughput Robustness Descriptors,”. Nature Materials,. 11: 614—619. doi:10.1038/nmat3332.
- Yasuda E, Inagaki M, Kaneko K, Endo M, Oya A & Tanabe Y (2003). Carbon Alloys: Novel Concepts to Develop Carbon Science and Technology,. стр. 3—11. ISBN 0-08-044163-7.. Elsevier Science, Oxford,et seq,
- Yetter, R. A. (2012). Nanoengineered Reactive Materials and their Combustion and Synthesis (PDF).. course notes, Princeton-CEFRC Summer School On Combustion, June 25–29, 2012, Penn State University
- Young RV & Sessine S ,, ур. (2000). World of Chemistry,. ISBN 0-7876-3650-9.. Gale Group, Farmington Hills, Michigan,
- Young TF, Finley K, Adams WF, Besser J, Hopkins WD, Jolley D, McNaughton E, Presser TS, Shaw DP & Unrine J , 'What You Need to Know About Selenium', in PM Chapman, WJ Adams, M Brooks, CJ Delos, SN Luoma, WA Maher, H Ohlendorf, TS Presser & P Shaw (eds), Ecological Assessment of Selenium in the Aquatic Environment,. 2010. стр. 7—45. ISBN 1-4398-2677-3.. CRC, Boca Raton, Florida,
- Zalutsky MR & Pruszynski M. (2011). „Astatine-211: Production and Availability”. Current Radiopharmaceuticals. 4 (3): 177—185. doi:10.2174/10177.
- Zhang GX , 'Dissolution and Structures of Silicon Surface', in MJ Deen, D Misra & J Ruzyllo (eds), Integrated Optoelectronics: Proceedings of the First International Symposium,. 2002. стр. 63—78. ISBN 1-56677-370-9.. Philadelphia, PA, The Electrochemical Society, Pennington, NJ,
- Zhang TC, Lai KCK & Surampalli AY , 'Pesticides', in A Bhandari, RY Surampalli, CD Adams, P Champagne, SK Ong, RD Tyagi & TC Zhang (eds), Contaminants of Emerging Environmental Concern,. 2008. стр. 343—415. ISBN 978-0-7844-1014-1.. American Society of Civil Engineers, Reston, Virginia, ,
- Zhdanov, G. S. (1965). Crystal Physics,.. translated from the Russian publication of 1961 by AF Brown, Oliver & Boyd, Edinburgh
- Zingaro RA , 'Arsenic: Inorganic Chemistry', in RB King (ed.) 1994, Encyclopedia of Inorganic Chemistry,. 1994. стр. 192—218. ISBN 0-471-93620-0.. John Wiley & Sons, Chichester,
- Brady, J. E.; Humiston GE & Heikkinen H (1980). „Chemistry of the Representative Elements: Part II, The Metalloids and Nonmetals”. General Chemistry: Principles and Structure, (2nd изд.). стр. 537–591,. ISBN 0-471-06315-0.. SI version, John Wiley & Sons, New York,
- Chedd, G. (1969). Half-way Elements: The Technology of Metalloids,.. Doubleday, New York
- Choppin GR & Johnsen RH 1972, 'Group IV and the Metalloids,' in Introductory Chemistry, Addison-Wesley, Reading, Massachusetts, pp. 341–357
- Dunstan S 1968, 'The Metalloids', in Principles of Chemistry, D. Van Nostrand Company, London, pp. 407–39
- Goldsmith, RH (1982). „Metalloids”. Journal of Chemical Education. 59 (6): 526—527. doi:10.1021/ed059p526.
- Hawkes, SJ (2001). „Semimetallicity”. Journal of Chemical Education. 78 (12): 1686—7. doi:10.1021/ed078p1686.
- Metcalfe, H. C.; Williams JE & Castka JF (1974). „Aluminum and the Metalloids”. Modern Chemistry,. стр. 538—57. ISBN 0-03-089450-6.. Holt, Rinehart and Winston, New York,
- Miller JS 2019, 'Viewpoint: Metalloids—An Electronic Band Structure Perspective', Chemistry–A European Perspective, preprint version. . doi:10.1002/chem.201903167. Недостаје или је празан параметар |title= (помоћ)
- Moeller T, Bailar JC, Kleinberg J, Guss CO, Castellion ME & Metz C (1989). „Carbon and the Semiconducting Elements”. Chemistry, with Inorganic Qualitative Analysis, (3rd изд.). стр. 742–75,. ISBN 0-15-506492-4.. Harcourt Brace Jovanovich, San Diego,
- Rieske, M. (1998). „Metalloids”. Encyclopedia of Earth and Physical Sciences,. ISBN 0-7614-0551-8.. Marshall Cavendish, New York, vol. 6, pp. 758–9,  (set)
- Rochow, E. G. (1966). The Metalloids,.. DC Heath and Company, Boston
- Vernon, RE (2013). „Which Elements are Metalloids?”. Journal of Chemical Education. 90 (12): 1703—7. doi:10.1021/ed3008457.
- —— 2020, 'Organising the Metals and Nonmetals', Foundations of chemistry, (open access)